# リバーサイド教会
リバーサイド教会（リバーサイドきょうかい、英: Riverside Church）は、アメリカ合衆国ニューヨーク州ニューヨーク市マンハッタン区モーニングサイド・ハイツに位置するキリスト連合教会及び米国バプテスト同盟の世界教会主義派教会である。コロンビア大学モーニングサイド・ハイツキャンパス付近、グラントの墓向かいのリバーサイド・ドライブ、クレアモント・アベニュー、120丁目、122丁目に囲まれた区画に位置している。

## 歴史

### 設立背景

#### 集会
アメリカ独立戦争後、マンハッタン区には1823年に16人の会衆によって設立されたマルベリー・ストリートバプテスト教会などの小さなバプテスト教会がいくつか設立された。教会は少なくともロウアー・イースト・サイドの3箇所、ミッドタウン・マンハッタンのブロードウェイ沿いの2箇所に移転した後、1860年代に5番街&46丁目に移転された。5番街バプテスト教会には実業家のウィリアム・ロックフェラーが参加し、1870年代に入るとロックフェラー家が教会の主要な財政支援者となっていった。後にウィリアムとその兄弟ジョン・ロックフェラーが教会の受託者となり、教会の奉仕の多くが近くのロックフェラー宅で行われるようになった。
1912年、コーネリアス・ウルフスキンが教会の牧師となると、ウルフスキンは教会を近代主義的方向へ導き始めた。20世紀初頭までに5番街が商業地区開発が成功し活気づいてきたのに対し、教会の建物は老朽化が進み荒廃していた。このため、教徒は1919年に5番街の教会を売り払い、翌1920年に新しい教会を建てる土地としてパーク・アベニュー&63丁目の土地を購入した。土地購入にあたってはジョン・ロックフェラーの息子のジョン・ロックフェラー2世が100万ドルの費用のうちの半分を肩代わりした。"リトル・カテドラル"（小さな大聖堂）とも呼ばれた新しい教会はヘンリー・C・ペルトンとフランシス・R・アレン及びチャールズ・コリンズが共同で設計した。1922年4月3日に5番街での最後の礼拝が行われ、翌週よりパーク・アベニューバプテスト教会へ改名して新しい教会での礼拝が行われた。

#### 進歩的なイデオロギー
1924年、ジョン・ロックフェラー2世はマンハッタン区アップタウンのモーニングサイド・ハイツにあるセント・ジョン・ザ・ディヴァイン大聖堂にも50万ドルを寄付した。翌年1月、ジョン・ロックフェラー2世が建設資金を寄付したモーニングサイド・ハイツのインターナショナル・ハウスの寮長ハリー・E・エドモンズは、近隣地区に新しい教会を建設することを提案した手紙をロックフェラーに送った。この手紙の中で、エドモンズは進歩的な牧師ハリー・エマーソン・フォスディックが新教会を率いることを提案した。ロックフェラーはこの手紙を受け取るとパーク・アベニューバプテスト教会の牧師と計画について協議した後、代理人を雇い新教会の建設予定地の視察へ向かわせた。
ウルフスキン牧師は1925年5月中旬に辞職し、ジョン・ロックフェラー2世は新しい牧師をフォスディックに決定した。しかし、フォスディックはロックフェラーの申し出を「この国で最も裕福な人の牧師として知られたくない」と数回断っていた。その後フォスディックは、教会がモーニングサイド・ハイツに移転するという条件の下で牧師となることを受け入れ、新教会は宗教的自由主義の方針に基づき教徒に洗礼を強制させず単立教会とすると述べた。1925年5月、フォスディックは教会がモーニングサイド・ハイツへ移転されるまでの間もパーク・アベニューバプテスト教会の牧師となることを決定した。フォスディックの牧師任命にあたって行われた教徒の投票で反対票を投じたのは全体の僅か15%であった。
フォスディックの指導の下で1930年までにバプテスト教会の教徒数は倍増した。また、フォスディックの掲げた宗教的自由主義の方針のため別宗教の教徒も教会へ参加するようになり、フォスディックの牧師任命後に参加した158人は多様であり、約半数はバプテスト教徒ではなかった。一部の既存の教徒はパーク・アベニューバプテスト教会が最近完成した建物から移転する必要があるかどうか疑問を抱いていたが、移転を支持する教会の理事会は移転に係る費用については教徒は支払う必要はないと述べた。

### 計画・建設

#### 土地選択

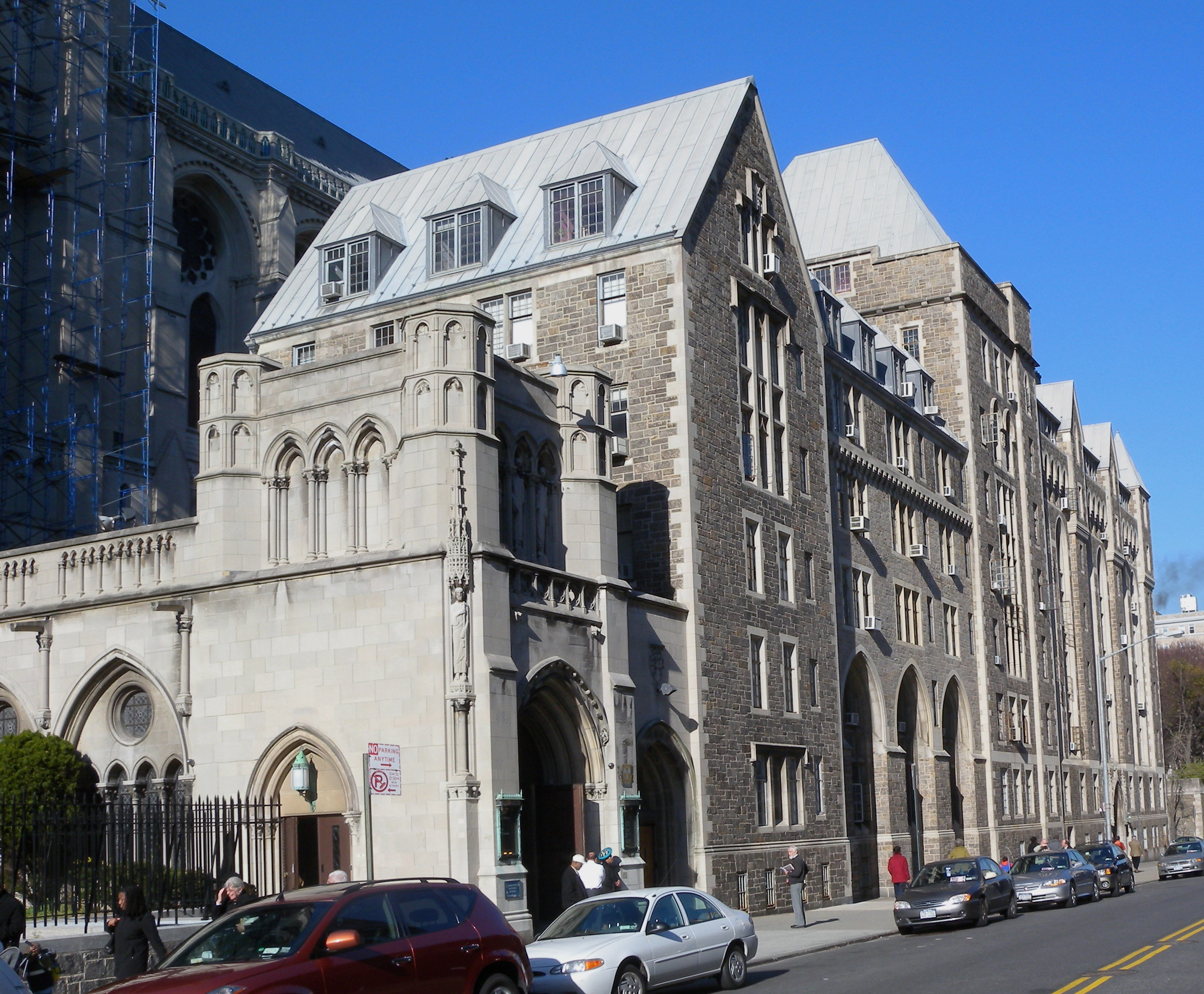
教会をクレアモント・アベニューより眺める

新しい教会が置かれることになったモーニングサイド・ハイツは、ユニオン神学校やインターナショナル・ハウスなど、多くの高等教育機関に囲まれた住宅街であった。この地区は1900年代に入りリバーサイド・パークの公園開発とリバーサイド・ドライブ開通、ブロードウェイ地下を通過する地下鉄IRTブロードウェイ-7番街線の開業などが重なり急速に発展していた。ロックフェラーは新教会の建設地としてモーニングサイド・ハイツ東端のモーニングサイド・ドライブ沿いの土地を検討していたが、最終的にクレアモント・パーク南のリバーサイド・ドライブと122丁目の交差点南東の角を用地に決定した。
1925年5月、ロックフェラーはリバーサイド・ドライブの新教会敷地の購入を確定した。同年7月、ロックフェラーはモーニングサイド・ドライブ沿いで購入を検討していた用地と交換する形でリバーサイド・ドライブの用地を購入し、その後追加で周辺の土地も購入した。購入当時、用地には3つのアパートと2つの大邸宅が建っており、ロックフェラーは家賃を建設資金の足しとするためにアパートを教会建設に移るまでの数年間維持することを望んだ。

#### 計画
ロックフェラーは新教会建築委員会の委員長となった。ロックフェラーは新教会の宣伝を避けるために建築コンテストを行わず、いくつかの建築会社に教会の建築設計図を提出してもらうよう私的に依頼した。ロックフェラーは新教会の計画及び建設議論において委員長であるが立場を控えめにし、実質的に教徒らのみの議論としてメディアの報道などでロックフェラーの名が出ないようにしたが、これは失敗に終わった。マンハッタン区ミッドタウン57丁目のカルバリー・バプテスト教会牧師のジョン・ローチ・ストラトンは教会へのロックフェラーの関与を批判し、教会をロックフェラーの率いる石油会社の社名からソコニー教会と揶揄した。建築家でありジャーナリストのジョージ・S・チャペルは"T-Square"という別名を用いザ・ニューヨーカー紙において、このプロジェクトは「ロックフェラー大聖堂として世俗的な人々に知られている」とユーモアを交え批判した。
ロックフェラーもフォスディックも、教会の建築様式に関しては特に制限を設けておらず、大きな制限はパーク・アベニューバプテスト教会のカリヨンを移設するための塔を含めること程度であった。ほとんどの設計では教会正面入口は122丁目に面しており既存のアパートを包み込む大きな教会であったが、アレン・アンド・コリンズ社とヘンリー・C・ペルトンの設計した教会のみリバーサイド・ドライブに正面入口が面した小さな教会であった。この設計では鐘塔を備えたゴシック・リヴァイヴァル様式の教会となっていた。委員会はアパートを残すことを諦め建築計画より削除し、1926年2月にアレン、コリンズ、ペルトンに新しく設計を依頼した。新しく設計された教会は幅100フィート (30m)、奥行225フィート (69m) を占め、高さ375フィート (114m) の鐘塔 (後に392フィート (119m) に変更)、2,400席の講堂及び運動室が設けられていた。当初の計画では礼拝堂を作るスペースを確保できなかった。このためロックフェラーは用地の南に隣接して建っていたユニオン神学校の寮の敷地に目をつけ、ユニオン神学校との交渉に入った。ロックフェラーは教会北東の99クレアモント・アベニューにユニオン神学校用の寮を作り、それと交換する形で用地を確保することに成功した。これにより礼拝堂の建設とクレアモント・アベニューへのクロイスター接続が可能となった。
ロックフェラーは、用地の既存のテナントのリースが期限切れとなる1926年10月まで建設を延期することを選択した。公式的な建設計画は翌11月にニューヨーク市建設局へ提出された。12月に教徒は費用400万ドルで教会を建設する是非を問う投票を行った。また、ペルトンとコリンズはフランスへ渡り、国内を2,500マイル (4,000km) 以上移動してリバーサイド教会のデザインのモデルとする教会を探した。最終的に彼らはウール＝エ＝ロワール県シャルトルのシャルトル大聖堂をモデルに選択した。

#### 建設

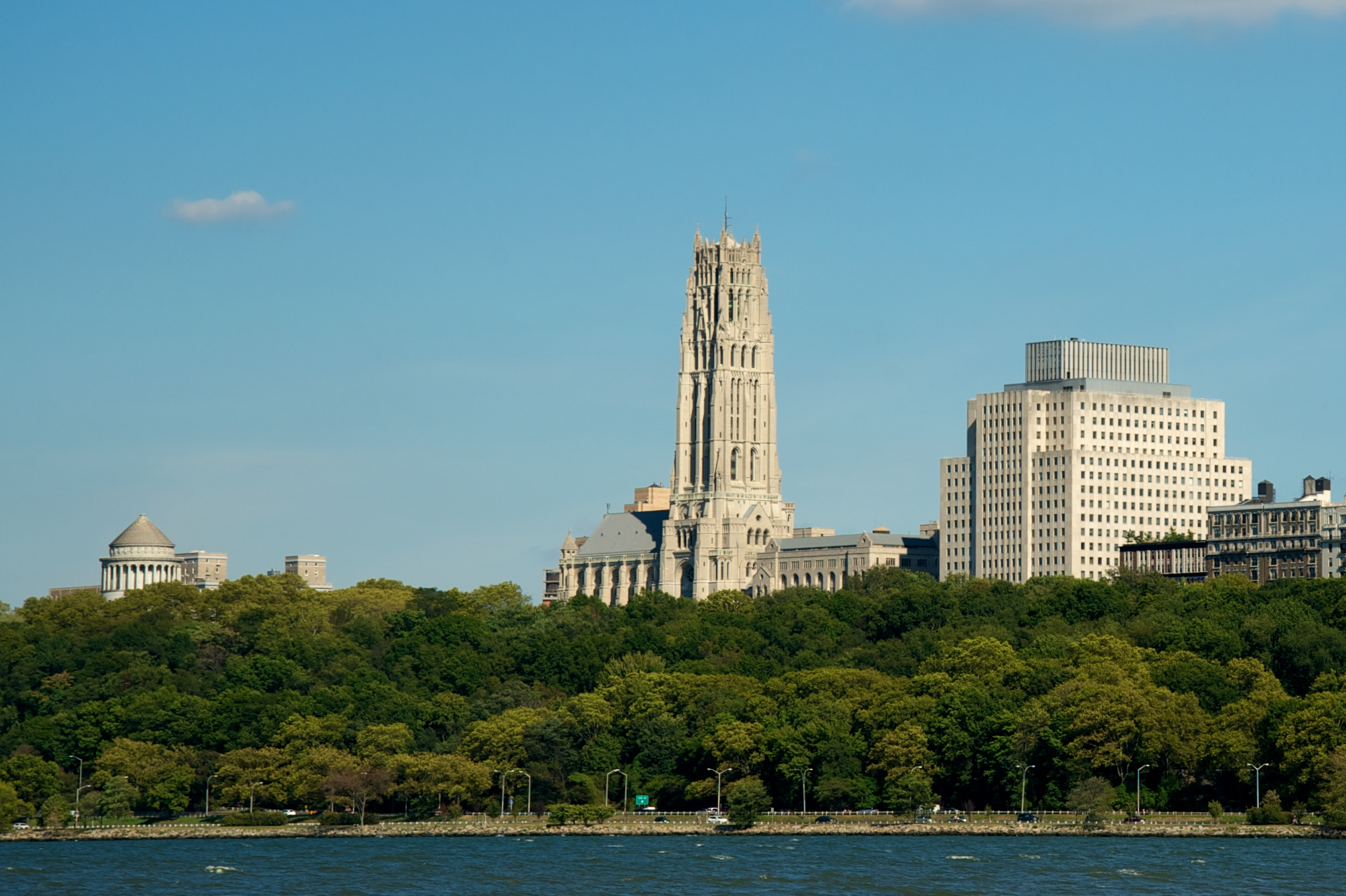
ハドソン川を挟んで対岸より北東へ向かってモーニングサイド・ハイツを眺める。中央がリバーサイド教会、左がグラントの墓、右がインターチャーチ・センター

リバーサイド教会の建設を請け負ったのはマーク・エイドリッツ・アンド・ソン株式会社で、1927年11月21日に礎石が築かれ建設が開始された。1928年4月、パーク・アベニュー教会と隣接する3軒の長屋が150万ドルで売却された。同月、パーク・アベニューバプテスト教会の公式広報は、既存の53個のカリヨンに19個を増やした72個のカリヨンがリバーサイド教会に設置され、世界最大規模のカリヨンのセットになると発表した。
1928年後半、教会周りの木造仮設足場への引火などを起因とする火災が3度発生した。特に1928年12月22日に発生した火災では教会内部のほとんどが破壊され100万ドルの損失を出した。ただし、被害の多くは教会に掛けられていた保険により補填されたほか、教会本体へのダメージはほぼ無かった。火災の直後、ロックフェラーは保険金請求が終了した後、建設継続すると発表した。火災により教会内部の完成は6ヶ月遅れた。1929年2月、教徒は建設継続のための寄付を求め始めた。これを受けロックフェラーは150万ドルを寄付し、パーク・アベニュー教会の売却で得た150万ドルと合わせ300万ドルが建設資金として提供された。1929年3月、リバーサイド教会の霊安堂の建設が承認された。教会の建設中、1929年7月から9ヶ月間に渡って教徒は一時的に5番街&76丁目のベス・エル神殿に移った。
1929年10月、講堂の下の集会所が完成した。同年12月、フォスディックは教会を「パーク・アベニューバプテスト教会」から「リバーサイド教会」に改名する計画を正式に提出した。1930年9月上旬にカリヨンが鐘塔の最上部まで吊り上げられ下旬に鐘塔が完成し、同月29日に最初の日曜学校が開かれた。これより1週間後の10月5日、教会全体が竣工した。総建設費はおよそ400万ドルで、土地の購入費用なども含めると総額1,050万ドルの費用が掛かっている。10月5日に行われた祭壇での最初の礼拝には3,200人が出席し、身廊と地下室の全ての空間が埋め尽くされたにも拘らず、更に数千人が教会へ入ることを望んでいた。翌月、教会はロックフェラーのコレクションであった2つの油絵を受け取った。リバーサイド教会の初代役員は1930年12月に選出され、教会は2ヶ月後に奉仕を正式に開始した。リバーサイド教会の竣工は、1892年の建設開始から40年経った1932年時点でもいまだ未完成であったセント・ジョン・ザ・ディヴァイン大聖堂と対照的であった。
ロックフェラーはリバーサイド教会竣工後は、周辺の景観を改善する必要があると考えた。ロックフェラーは1932年に、当時老朽化していた122丁目を挟んで隣接するサクラ・パークに35万ドルの造園料を寄付することを発表した。また、自らオルムステッド・ブラザーズ社に公園の改修を依頼し、2年後に公園の改修が終了した。

### 使用

#### 1930年代 - 1960年代半ば

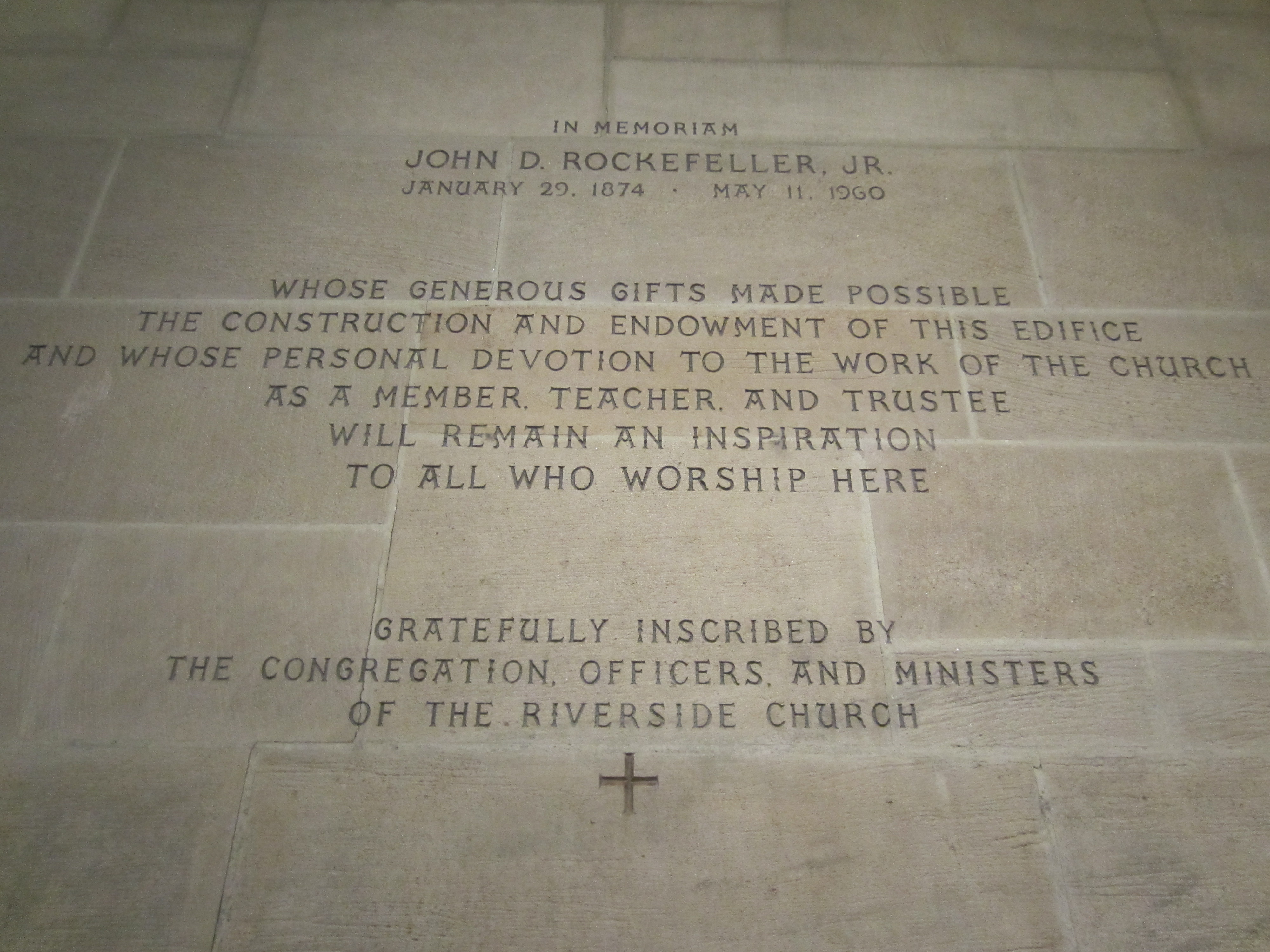
教会建設へ多大な貢献をしたジョン・ロックフェラー2世への記念碑文

リバーサイド教会の竣工により教徒数は着実に増加を続け、1946年5月までに教徒数は3,500人を超えたほか、教会が発行したパンフレットによると「間もなく全ての部屋が週7日使用されるようになり」日曜学校の生徒数も増加した。
リバーサイド教会はコミュニティの象徴となり、モーニングサイド・ハイツの宗教的中心地となった。1939年までに教会の役員数は200人を超え、週に10,000人以上の人々が教会の様々な社会的及び宗教的サービス、スポーツイベント、雇用プログラムなどに参加していた。リバーサイド教会では多くの教徒の訪れる日曜日の朝の礼拝に加えて、毎週第1日曜日の午後に堅信を、それ以降の日曜日の午後には聖歌隊などによる音楽活動を行ったほか、結婚式や葬式なども行っていた。また、若年成人で結成されたリバーサイドギルドは日曜日の夜に礼拝を行った。近隣に位置したアメリカ合衆国海軍予備役士官候補生学校は1942年から1945年10月までの間奉仕にリバーサイド教会を使用し、平均して2,000人が参加していた。
1945年6月、フォスディックは翌年5月に牧師を辞任すると発表した。1946年3月、後継の牧師にロバート・ジェームズ・マクラッケンが任命され、同年10月より正式に牧師となった。フォスディックとマクラッケンが互いを尊重していたため引き継ぎは非常にスムーズに行われた。マクラッケンはフォスディックの宗教的自由主義の方針を引き継いで20年間牧師を務めた。1956年に行われた内部調査において、教会の組織構造が整っておらず、ほとんどの役員が誰が自らの上司にあたる人物であるかを把握できていなかった。このため教会は6つの評議会を設立し、助祭と理事会の管轄下に置かれた。評議会は後の牧師アーネスト・T・キャンベルが説明したように、権力を「一連の小さな王国」へ分散した。
1955年、教会南側にマーティン・ルーサー・キング・ジュニアウィングの建設が開始された。7階建てのウィングは、アレン・アンド・コリンズの後継であるコリンズ・ウィルス・アンド・ベックオーネット社によって設計され、建設費用1,500万ドルはロックフェラーが寄付した。ウィングは1959年12月に竣工した。1959年初頭、15フィート (4.6m) の「ダミー」アンテナを鐘塔上に設置しコロンビア大学のラジオ局WKCR-FM (89.9FM) で使用できるかの検討が行われた。これに対し地元住民及び教徒は激しく反対したものの、教会は独自のラジオ局のアンテナを鐘塔に取り付けることを決定した。リバーサイド教会は1961年にWRVR (106.7FM) ラジオ局の運用を開始し、1976年まで放送を続けた。1960年、教徒はキリスト連合教会との合併の可否を問う投票を行い可決された。教会の南東にあるユニオン神学校の運動施設ストーン・ジムは1957年にロックフェラーに購入され、5年間の改装工事の後1962年4月に教会の施設として使用が開始された。1967年4月、マクラッケンは健康上の理由から牧師を辞任すると発表した。

#### 1960年代後半 - 1990年代

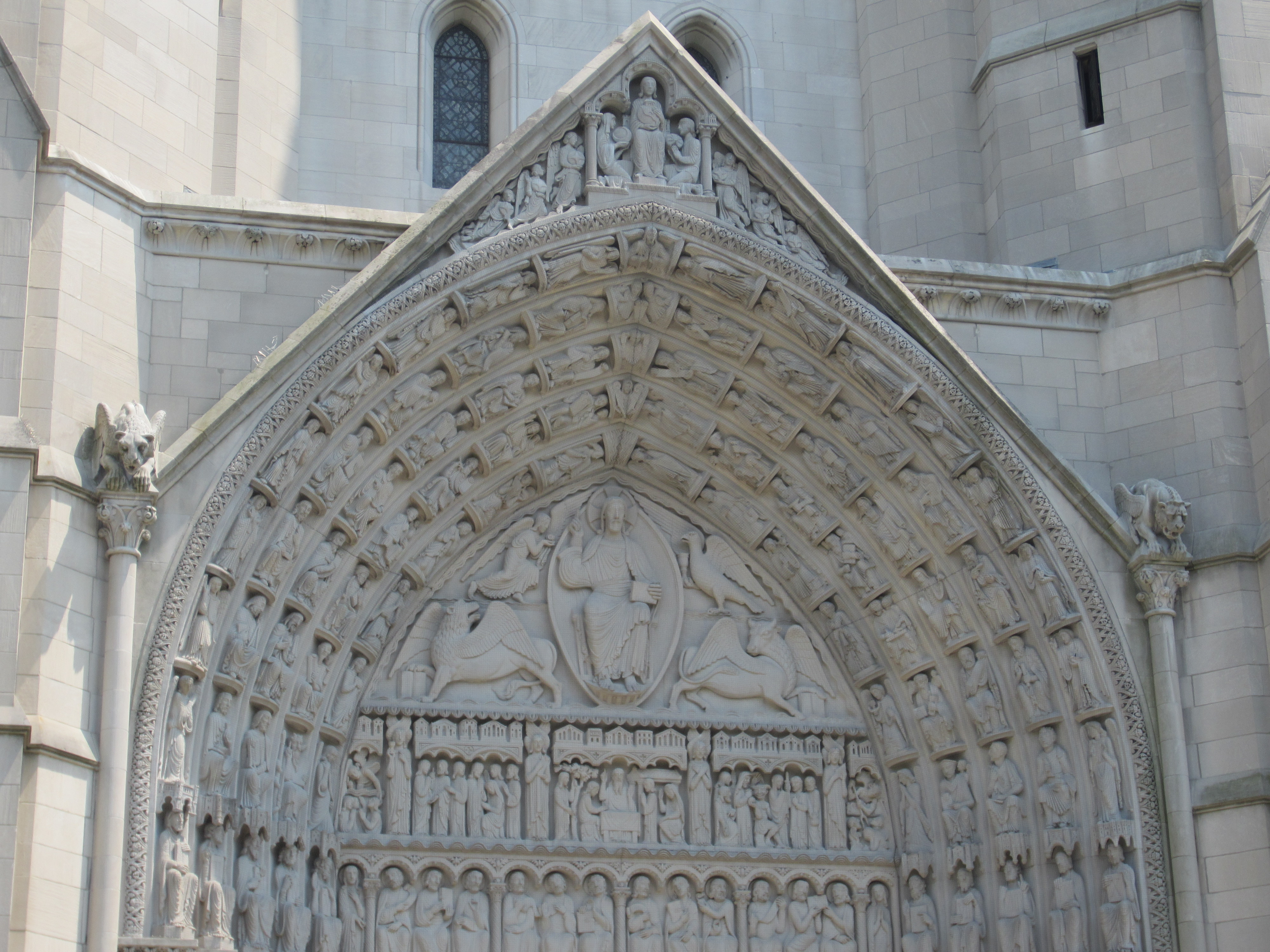
正面入口の飾り迫縁

1968年11月、マクラッケンの後継としてアーネスト・T・キャンベルが牧師となった。キャンベルが牧師となってから1年も経たないうちに公民権運動指導者のジェームズ・フォーマンはリバーサイド教会での説教を中断し、黒人のアメリカ人が奴隷制度の賠償を求めることができるいくつかの教会のうちの1つであるとした。これにより教会は1970年に初めてその財務数値を公表し、建物の資産価値は8,600万ドル、総寄付額は1,800万ドルと発表され、また今後3年間に渡る賠償金支払いのため45万ドルの基金が設立された。キャンベルの在任期間にはいくつかの論争のある説教が行われたほか、教会の理事会、評議会、および役員間での対立が増加していった。1976年6月、キャンベルは自身の方針ではこれらの状況を解決できないと判断し、突如牧師を辞任した。
1977年8月の投票により、ウィリアム・スローン・コフィンが牧師に選出され、同年11月に牧師としての奉仕を開始した。ここまでの数年間教徒数は減少の一途を辿っていたがコフィンの牧師就任以降は増加に転じ、1979年末までに教徒数は2,627人に増え、朝の礼拝の年間総参加者数は1976年の49,902人から1978年には71,536人にまで増加した。コフィンの在任期間中はリベラル的な自由主義神学の説教が行われ物議を醸していたが、崇拝に関してはより保守的であった。1987年7月、コフィンは核兵器廃絶運動などを行っている平和組織SANE/FREEZEの会長となるため牧師を辞任する意向を発表し、同年12月に最後の説教を行った。
リバーサイド教会は次の牧師を見つけるために委員会を組織し、牧師にふさわしい人物を全国的に調査した。1989年2月、委員会はユニオン神学校で教授として教鞭を執っていたジェームズ・A・フォーブスを次期牧師に選出した。その後行われた教徒の投票により満場一致でフォーブスが牧師となり、リバーサイド教会初の黒人牧師となった。この当時、教徒の1⁄4から1⁄3は黒人またはヒスパニックであった。しかし、就任後すぐにフォーブスの説教の長さから音楽の選択にまで及ぶ問題に関して、フォーブスとリバーサイド教会執行委員会のデイビッド・ダイソンの間で緊張が高まっていった。緊張の高まりはとどまる所を知らず、最終的には話し合いの際に両者の間にあっせん員を挟むまでに至った。この論争は結局解決できず、1992年10月にダイソンが辞任したことで幕を閉じた。
1996年、リバーサイド教会は現状の建物の使用状態とサービスに関する調査を開始し、10月にボディ・ローソン/ベン・ポール共同建築設計がリバーサイド教会マスタープランを発表した。この計画ではクレアモント・アベニュー入口の移転や前庭の舗装、回廊のロビーの再構築、体育館の上に7階建ての建物を建設することなどが含まれていた。この計画は多くの教徒より議論の余地ありとされ、ニューヨーク市歴史建造物保存委員会に対し教会を歴史建造物へ登録し外観を変更できないように求める請願も行われた。1998年12月、教徒は教会の歴史建造物への登録の可否を問う投票を行った。この際教徒は教会全体を登録すべきであるという保護主義者の要請に従わず、マーティン・ルーサー・キング・ジュニアウィングを除く竣工当時の教会堂のみを推薦した。2000年5月16日、歴史建造物保存委員会はリバーサイド教会を歴史建造物に登録した。

#### 21世紀

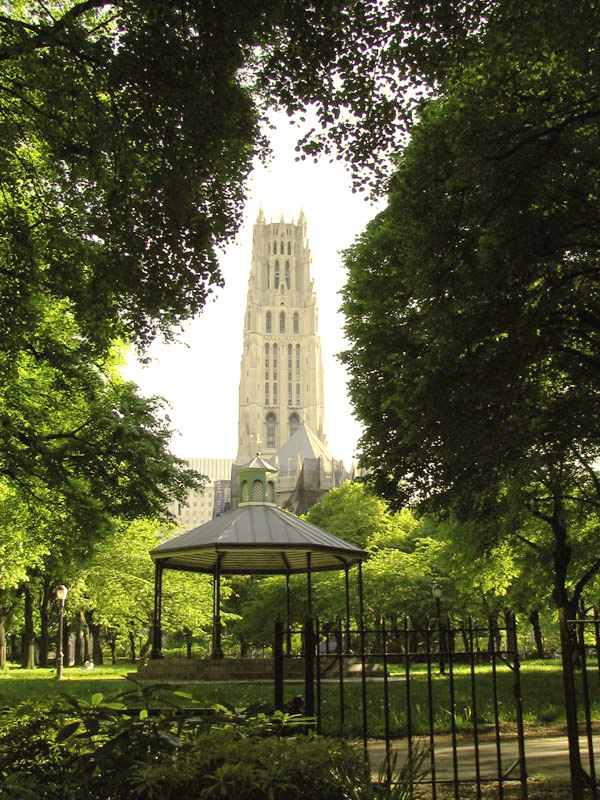
122丁目を挟み北に隣接するサクラ・パークより教会を眺める

2000年代初頭、リバーサイド教会を巻き込む2つの論争が起こった。1つは教会のバスケットボールプログラムの監督による性的虐待被害の訴え、もう1つは2000年から2002年にかけて寄付金が3,200万ドル減少したため、教会の財政が不適切に管理されていたという主張であった。これによりバスケットボール監督は2002年に辞任した。一方、財政に関する論争は数年に及ぶ法廷訴訟を通じて長引いており、最終的にニューヨーク最高裁判所が訴訟を却下し幕を閉じた。しかし、これらの訴訟や金銭訴訟を起こした教徒の追放投票が評議会の公認の下で行われるなど教会内部で分裂が起こった結果、フォーブスは2006年9月に引退を発表し2007年6月に最後の説教を行った。この頃、教会には2,700人の信者がいたがそのほとんどが黒人であった。また、教会の年間運営予算は1400万ドル、有給役員数は130人であった。
2008年8月、フォーブスの後任としてブラッド・ブラクストンが牧師となることが発表された。ブラクストンの任期中には教会が保守的立場をとるか進歩的立場をとるかで教徒が意見を異にし神学論争が発生したほか、教会のスポークスパーソンの457,000ドルと高額な給与を巡る訴訟も発生した。このため、ブラクストンは就任から1年も経たない2009年6月に辞任した。これ以降5年間に渡ってリバーサイド教会には牧師が存在せず、2014年の教徒数は2007年より1,000人以上少ない1,670人にまで減少した。この間の2012年12月12日に教会はアメリカ合衆国国家歴史登録財に登録された。
2014年6月、エイミー・K・バトラーが牧師に就任し、リバーサイド教会初の女性牧師となった。2018年9月、教会はクレアモント・アベニュー&122丁目のマクギファート・ホールを4,500万ドルで買収すると発表した。マクギファート・ホールはロックフェラーがユニオン神学校へ寄付した土地に建てられた同校の寮で、土地寄付時の契約により建物が売りに出された場合リバーサイド教会が優先的に買い取ることのできる先買権を認めていた。2019年7月、教会評議会はバトラーの任期延長は行わないと発表した。また、教会評議会とバトラーは、バトラーの辞任は相互的であると述べた共同書簡を発表した。しかし、元教会評議員は後にバトラーと他の数人の女性役員が別の元評議員であるエドワード・ロウによるセクハラの被害者となった後にバトラーが解雇されたと述べた。元評議員は、評議会がロウの行動について以前に広範な調査を開始したにもかかわらず、任期延長の打ち切りについて投票を行う前にバトラーの申し立てに対する徹底的な調査を行っていなかったと主張し批判した。しかし、後にメディアはバトラーがミネアポリスでの会議後に嫌がっている部下の男女役員複数名を性具を販売している店舗へ連れて行き、拒否しているにもかかわらず女性役員1名へバイブレータを買い与え、この際教会のクレジットカードで代金を支払ったために解雇されたと報じた。

## デザイン

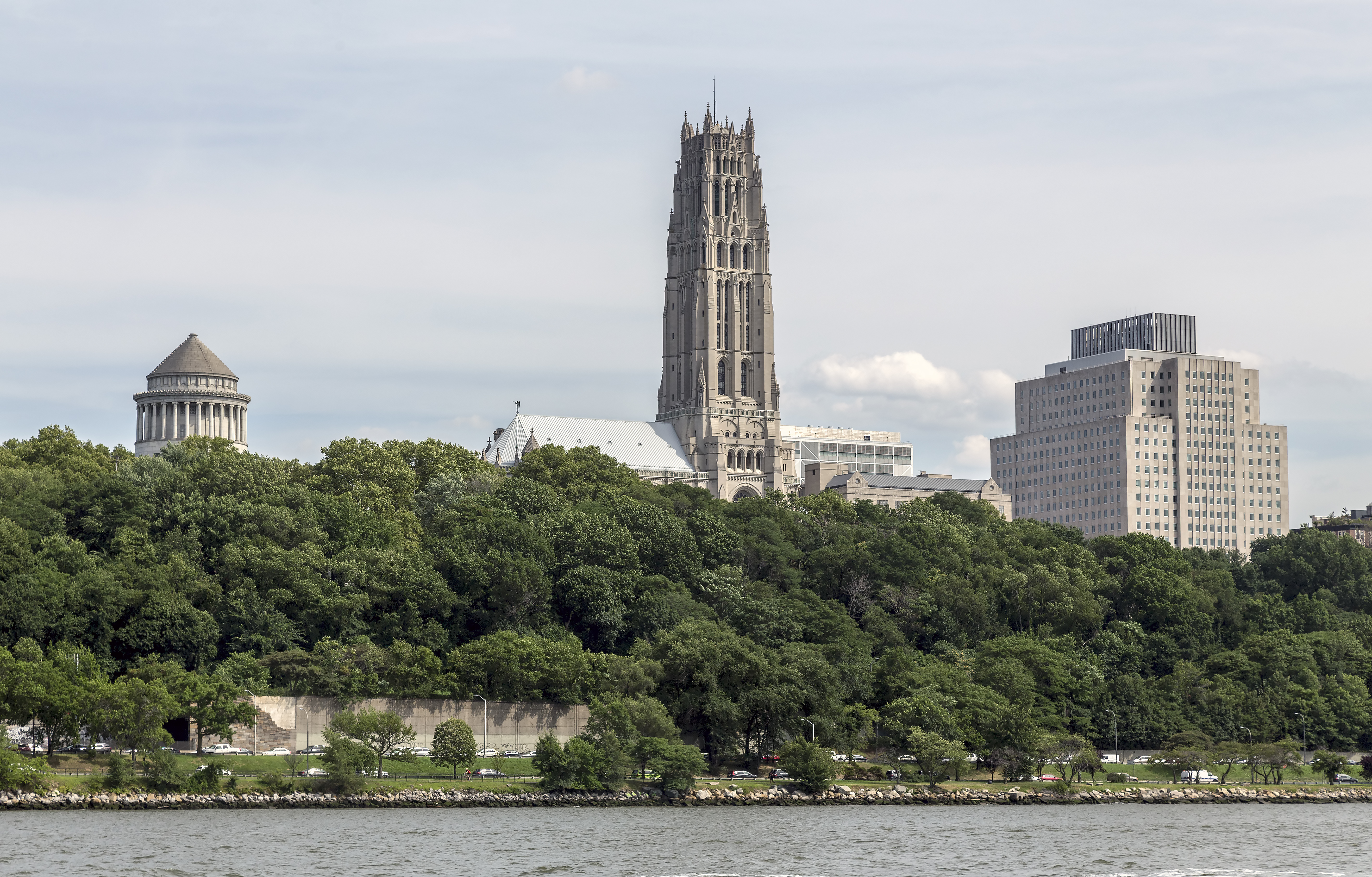
ハドソン川を挟んで対岸より南東へ向かってモーニングサイド・ハイツを眺める。中央がリバーサイド教会、左がグラントの墓、右がインターチャーチ・センター

リバーサイド教会は、北を122丁目、西をリバーサイド・ドライブ、南を120丁目、東をクレアモント・アベニューに囲まれた南北454フィート×東西100フィート (138m×30m) の区画を占めている。リバーサイド教会の主要な設計者であるヘンリー・C・ペルトン、フランシス・R・アレン、チャールズ・コレンズは教会の基礎的部分を設計した。また、コレンズはゴシック様式のディテールの設計に深く関わっていた。彫刻はロバート・ギャリソンによって設計され、ピッキリーリ・ブラザーズなどの地元スタジオによって製作されたほか、インテリアはバーナム・ホイトによって設計された。教会南のマーティン・ルーサー・キング・ジュニアウィング（MLKウィング）はコレンス・ウィルス・アンド・ベックオーネット社によって設計され、南東にあるストーン・ジムはルイ・E・ジャラードによって設計された。リバーサイド教会は塔の高さが392フィート (119m) で、2017年時点でアメリカ合衆国内で最も高い教会である。
ペルトンとコレンスはリバーサイド教会の外観にゴシック建築様式を採用し、対照的に内部構造にはモダンなカーテンウォールや鉄骨フレームが組み込まれている。フォスディックは後に、ゴシック様式の外観は「人々に祈りをさせる」のに適していると語り、その点でリバーサイド教会は「ゴシックを大きくしすぎていない」と述べた。リバーサイド教会のデザインの大元となったのはフランスのシャルトル大聖堂であるが、その他のフランス及びスペインのゴシック様式の教会もデザインの元となっている。シャルトル大聖堂のデザインとの類似点は、リバーサイド・ドライブ入口のディティールや壁のステンドグラス、ポータル周りの彫刻を除くファサードの装飾が無いことである。また、巨大な鐘塔はシャルトル大聖堂の2本の塔から着想を得ている。ファサードのほとんどの部分は建材にインディアナ石灰岩が使用されている。
リバーサイド教会が完成すると、そのデザインは賞賛と批判の両方を受けた。アメリカン・アーキテクト紙は1931年半ばに、建築教授であるウォルター・A・テイラーの批評と、それに対するペルトンとのプロジェクトに取り組んだ建築家チャールズ・クレーンからの反論を取り上げた。テイラーはデザインがもっとモダニスト的であるべきとし、クレーンはペルトンのゴシック様式のデザインは伝統的にキリスト教の教会で主に用いられてきた建築様式であると擁護した。1939年に発行されたWPAガイドニューヨーク市版の執筆者らは、鐘塔は「建物自体が実際よりも小さく見えるので、近距離から見てもその規模はほとんど印象的ではない」と述べている。他の批評家は建物の外観を過度に豪華だとし、またある批評家は進歩的なイデオロギーに沿って考えると、旧式なゴシック様式のデザインは「宗教は死んでいるという外面的な自白と解釈できる。」と述べた。反対にザ・ニューヨーク・サン紙は、リバーサイド教会を「近年の」ニューヨーク市の教会建築で「最も傑出した教会」の1つとして言及した。エリック・ナッシュは著書『マンハッタンの超高層ビル』(Manhattan Skyscrapers) でリバーサイド教会を「マンハッタンの最後の素晴らしい折衷的な超高層ビル」と評し、ニューヨーク市の著名な建築物を掲載している『AIA Guide to New York City』では、「ハドソン（川）沿いのミッドタウンからジョージ・ワシントン橋までの間で最も有名な建築作品」であると紹介されている。

## 構造

### 教会堂
教会堂は身廊を中心として南北に延びており、区画西側のリバーサイド・ドライブ側に寄っている。礼拝室と拝廊は120丁目寄りの南側、内陣と周歩廊は122丁目寄りの北側に位置している。

#### ファサード

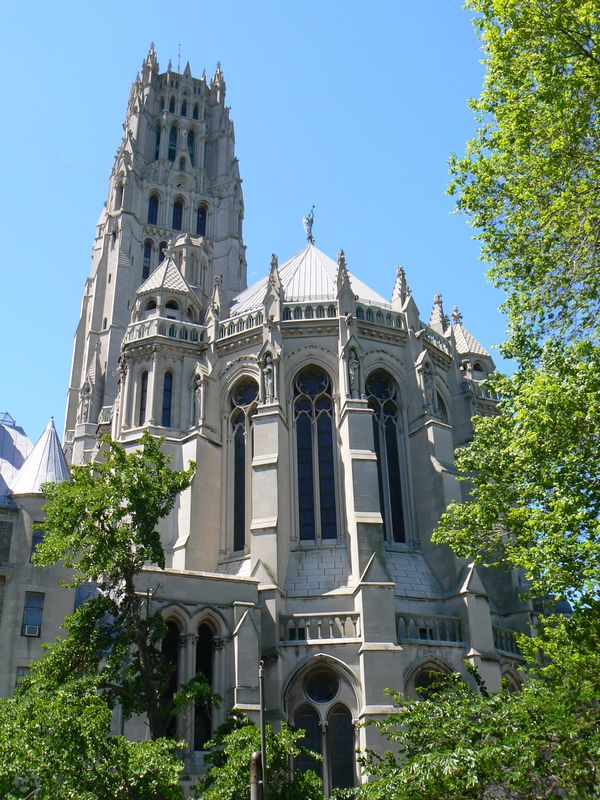
122丁目より南西に向かって教会を見る

身廊西側のファサードはリバーサイド・ドライブ沿いに走っている。リバーサイド教会の建設当時、教会は南の120丁目に面した区画を所有していなかったため他の多くの教会の様に身廊の延長線上に出入口が無く、横のリバーサイド・ドライブ沿いに出入口が設けられた。西向きの入口には木製の扉が2つあり、その周りを囲む飾り迫縁には宗教、科学、哲学の分野における主要人物の彫刻が刻まれている。また、南側には拝廊へ通じる入口があり、こちらはドアが1つとなっている。拝廊への入口の南にはチャペルへ通じる別の入口があり、2つの飾り迫縁と正面入口よりシンプルなティンパヌムにより装飾が施されている。西側には身廊に面した窓が5組ある。
教会南側正面はそのほとんどがMLKウィングに遮られている。南側正面上部には4つの狭いアーチ型のステンドグラスの窓があり、その上部に3つのへこんだアーチ型の窓がある。
東側のファサードの構造は西側のファサードと似ており、身廊に面した5組の窓がある。ただし、東側ファサードの北側の大部分はクレアモント・アベニューと122丁目に直接面しているマクギファート・ホールによって遮られている。身廊の東側の正面にはクレアモント・アベニューへと続くクロイスターがあり、クロイスターの東側正面上部にはバラ窓がある。
北側のファサードは内陣と周歩廊を囲んでいる。「女性のポーチ」とも呼ばれるアーチ型の入口は北側正面の西にあり、聖書の女性の彫刻が刻まれている。また、東側にも別の入口がある。この2つの入口の間には周歩廊の窓があり、2つのランセット窓の上部にバラ窓という組み合わせで下部に3組、上部に5組の窓がある。

#### 身廊

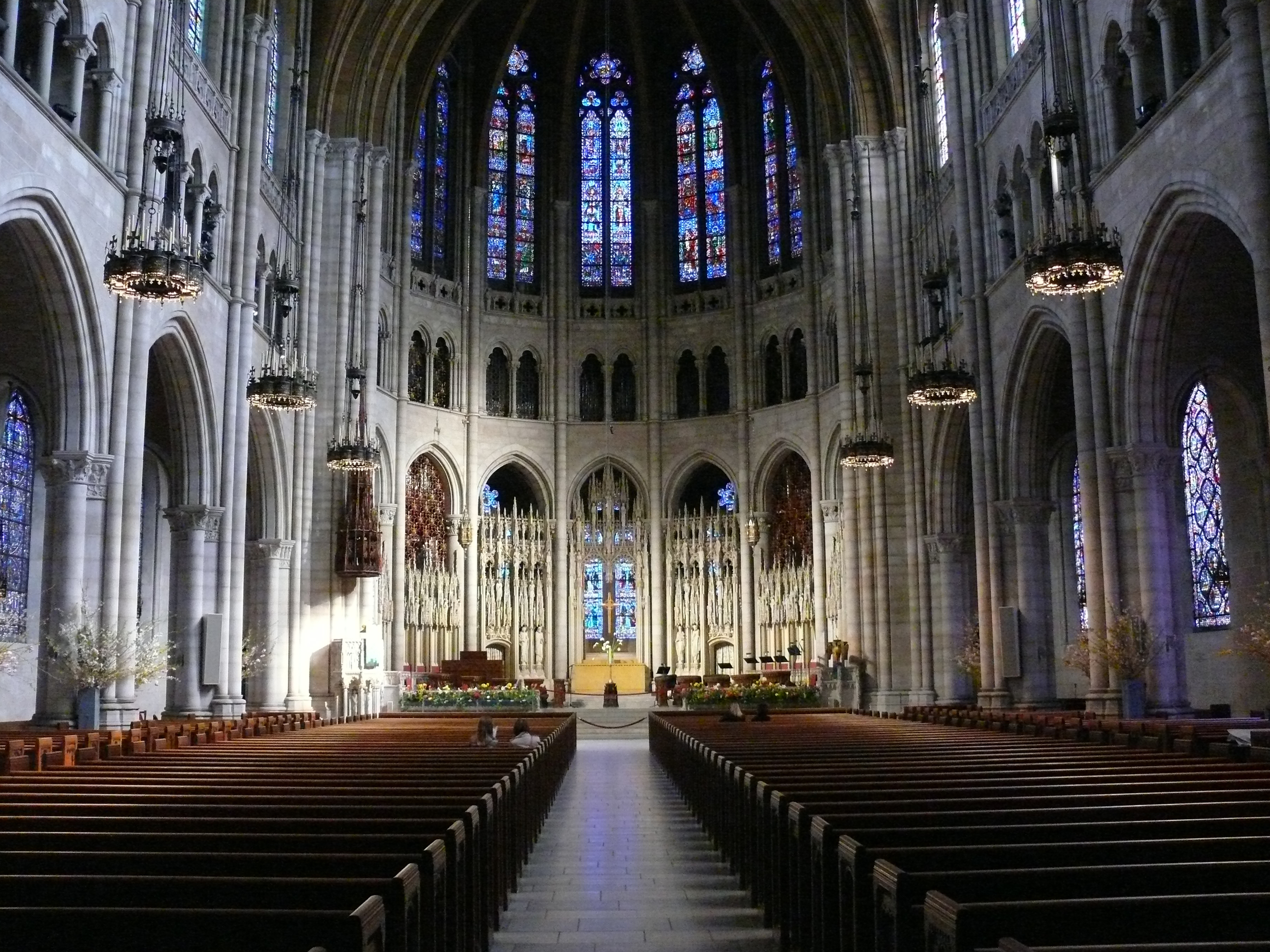
身廊より内陣を見る

身廊はフランス共和国タルヌ県アルビのアルビ大聖堂のものをモデルとしており、高さ100フィート (30m)、幅89フィート (27m)、長さ215フィート (66m) のゴシック様式のデザインである。上部へ突き出した高窓は60フィート (18m) 間隔に置かれている。身廊は金属製の屋根に覆われており、その下はアーケードとなっている。身廊内部はインディアナ石灰岩により仕上げられており、天井にはグアスタビーノ・テラコッタタイルが、床には大理石が用いられている。
身廊東西の壁面は控え壁に分けられた3区画からなっている。身廊には5つのベイがあり、各ベイ毎に尖ったアーチ型の窓がある。身廊側方上部にはトリフォリウムがあり、トリフォリウムの上部に2つのランセット窓、更にその上にバラ窓が設置されている。各ベイのアーチは束ね柱により支えられており、また束ね柱はリブ・ヴォールトの土台としても機能している。束ね柱はエレミヤ書の場面が彫られたコリント式の柱となっている。トリフォリウム下部の天井はグアスタビーノ・タイルによって仕上げられており、照明が設置されている。

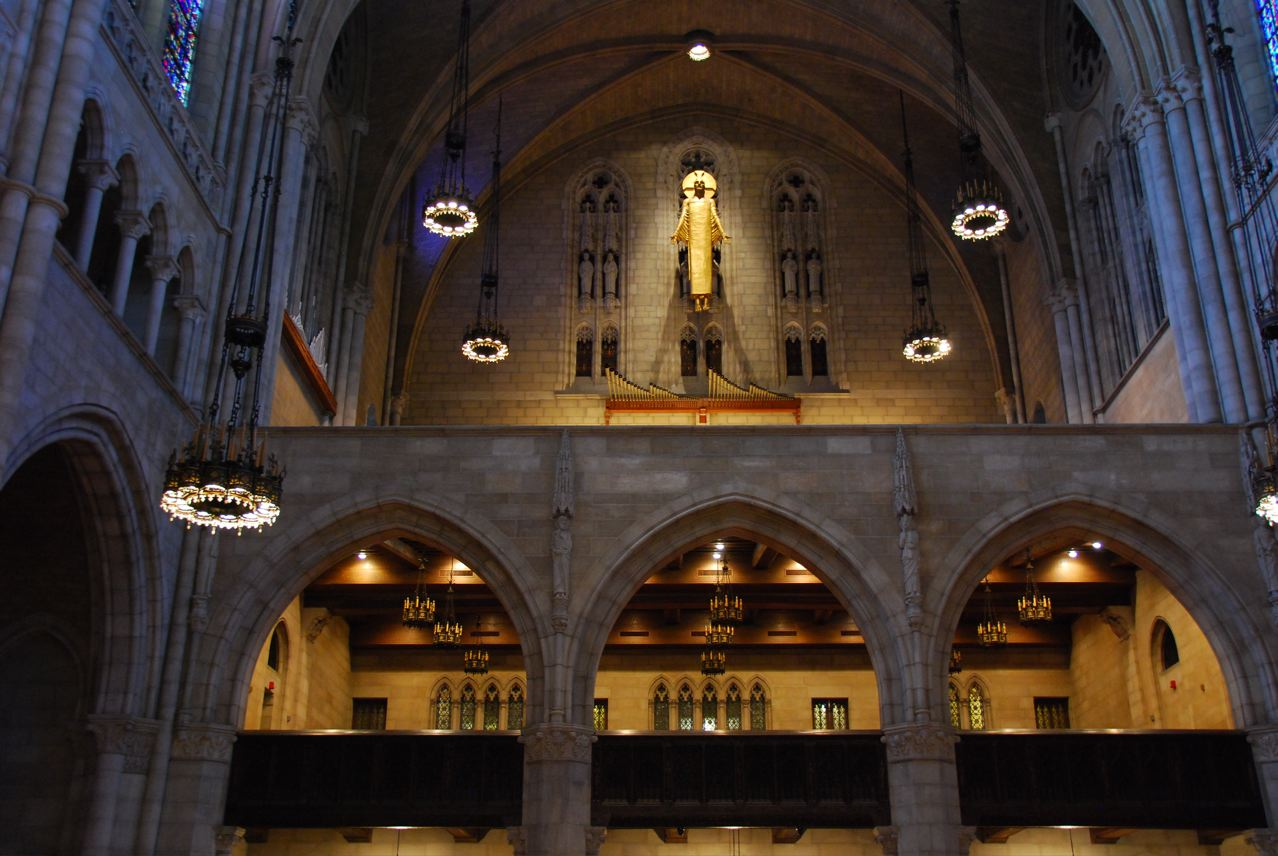
身廊より南を望む。奥には彫刻の納められた壁龕とその下に手前へ突き出したトロンペッタ・マーイェスターティス・オルガンのパイプが見える

身廊の上、高窓上部までの高さは8階分ある。8つのランタンがトリフォリウムより下の位置まで横断リブより吊り下げられている。ヴォールトはグアスタビーノ・タイルによって仕上げられており、ほとんどが灰色となっている。なお、内陣及び身廊最北のベイのタイルは茶色となっている。これは1953年にオルガンの音響到達範囲を拡大するためにその部分にシーラントが塗布され、時間が経つにつれて黄色に変色していったためである。身廊は、2,408席または2,500席の座席数で建設された。地上階にはゴシック様式の装飾が施されたオーク材で作られた38列のピュー（長椅子）があり、身廊の前には更に5列のピューが追加されている。また、身廊の南側には2つのギャラリー席が張り出している。下のギャラリーは彫刻が施された木で構成されており、下り斜面にオーク材のピューが並び天井には9つのランプがある。上のギャラリーも下のギャラリーと同じく彫刻が施された木で作られ、斜面にはオーク材のピューが並んでいるが天蓋は無い。上のギャラリーは、身廊と同じく横断リブから吊るされた4つのランタンで照らされている。南の壁の上部には2段に6つの壁龕があり、牧師の彫刻とジェイコブ・エプスタインによるイエス・キリストの彫刻が飾られている。また、壁龕の下の壁からはトロンペッタ・マーイェスターティス・オルガンのパイプが突き出ている。

#### 内陣・周歩廊・後陣

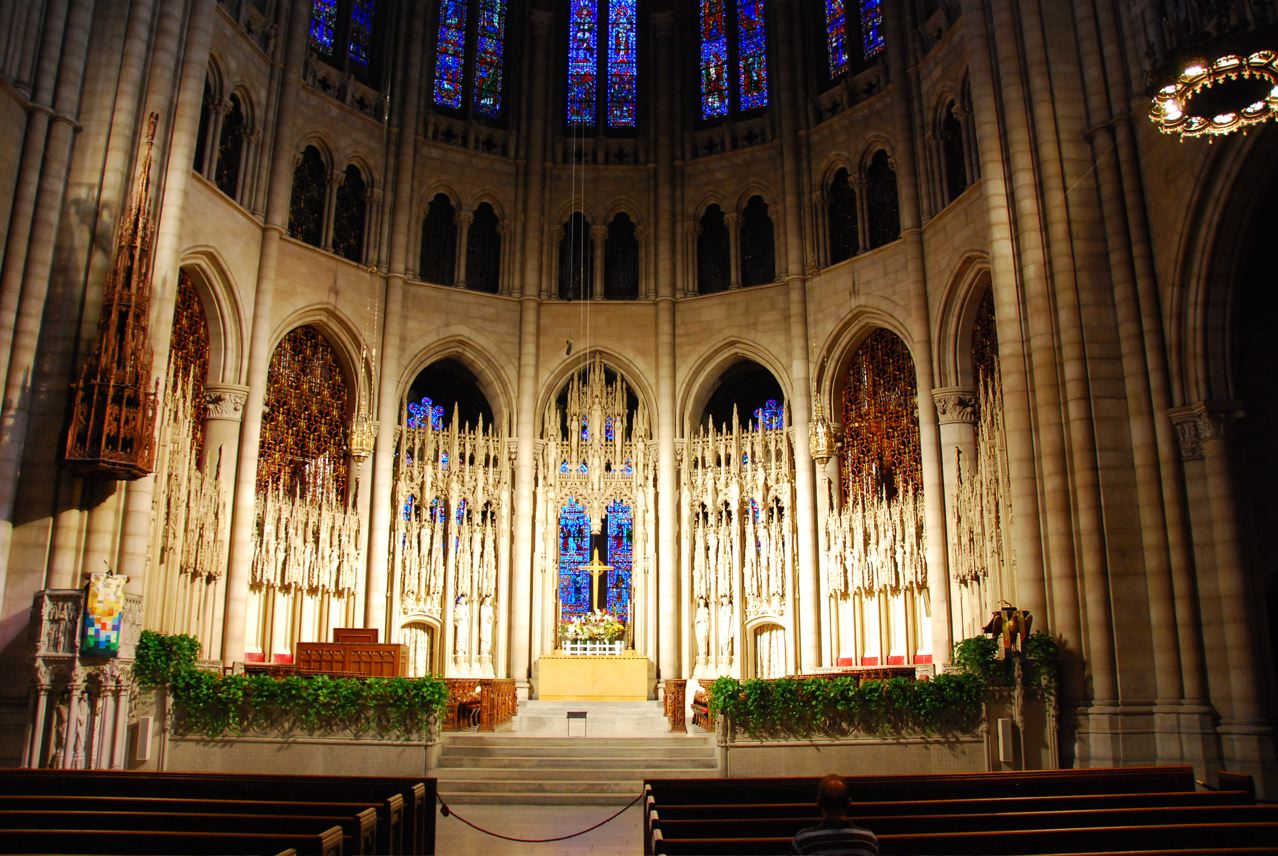
正面から見た内陣。中央奥には聖餐台、浸礼のプールが置かれており、手前左には講壇が見える

内陣は身廊の北に位置しており、身廊より数段上がったところにある。20個のクワットレフォイルが彫られた石灰岩の手摺が内陣と身廊を分けている。西側には木製の天蓋付きの講壇が置かれている。内陣の中央床面にはシャルトル大聖堂の同様のデザインから着想を得た3種類の大理石で構成された迷宮があり、迷宮の両脇には詩篇の内容が刻まれたオーク材で作られた4列の聖歌隊席がある。聖歌隊席の更に奥にはオルガンが設置されている。中央奥にはカーン石で作られた聖餐台があり、その後ろに浸礼のプールがある。
内陣の壁面は7つのベイに分かれており、それぞれが身廊と同じくアーチ、トリフォリウム、ランセット窓・バラ窓の3層構造となっている。なお、これらは身廊の各層よりも数フィート高いところにある。また、中央の3つのベイの最下層は3層目と同じ2つのランセット窓とその上部にバラ窓のある構造となっている。内陣の周りの柱は高窓より上部で収束し、内陣と周歩廊の上に後陣を作っている。

#### 拝廊

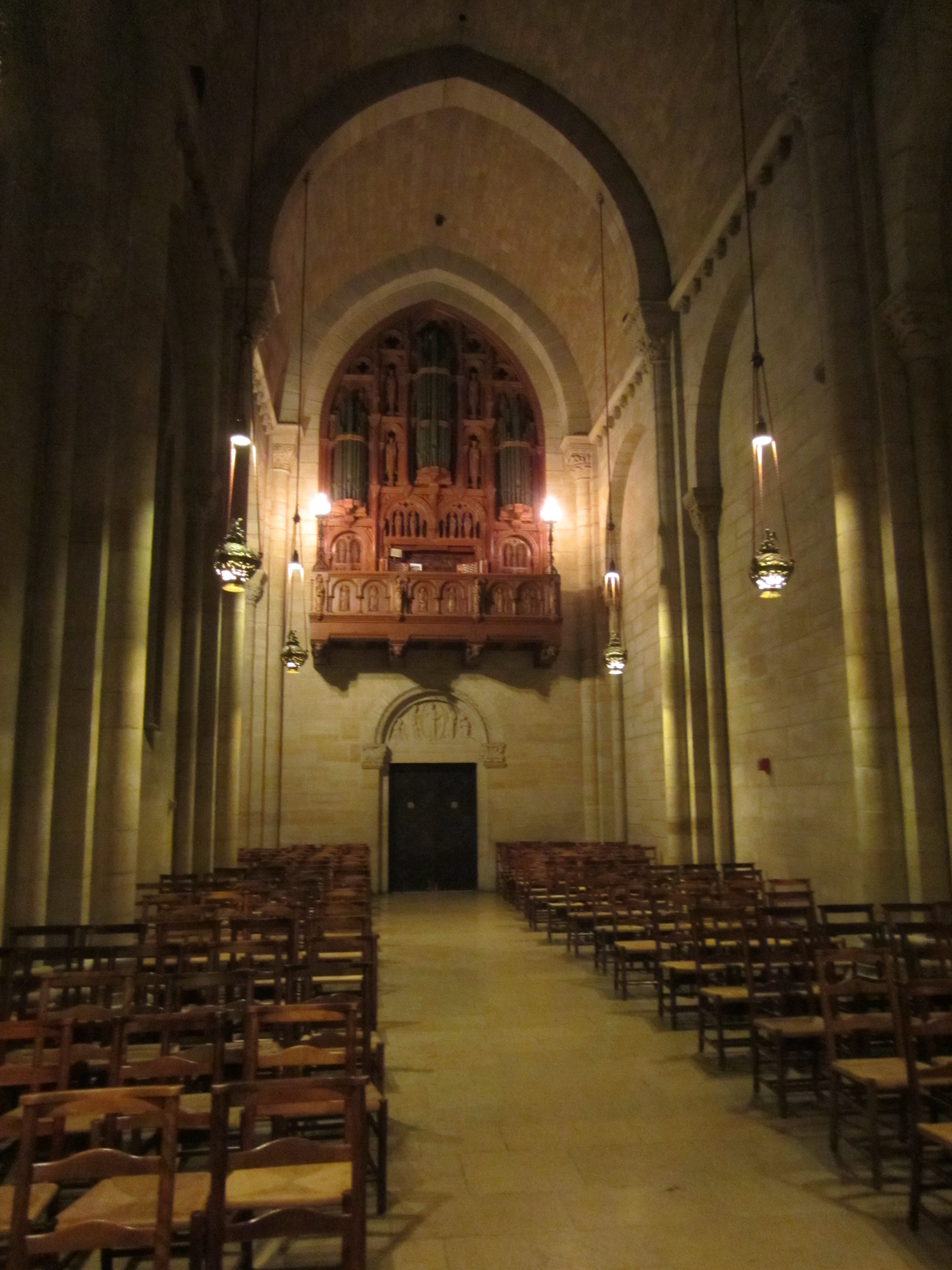
礼拝室の内部。奥上部に祭壇がある

レイアウトはロマネスク様式、設計は後期ゴシック様式の拝廊は身廊の南に位置しており教会西側の入口より入ることができる。拝廊はグアスタビーノ・タイル張りの天井で4つのヴォールトがあり、シンプルな石灰岩の柱で支えられている。西側入口の南側には地下へ続く螺旋階段がある。この霊安堂はゲツセマネ礼拝室と呼ばれているが、1959年以前はキリスト礼拝室と呼ばれていた。また、上階と下階の両方へ通じる階段は拝廊の東にあり、霊安堂は北東の角にある。拝廊の西と東のそれぞれの壁面に2つのグリザイユ窓と1つのバラ窓がある。東の壁には、以前パーク・アベニューバプテスト教会で使われていた16世紀の4つのランセット窓があり、この4つの窓のみがリバーサイド教会建設にあたって新造された物ではない窓となっている。

#### 礼拝室
1959年以降キリスト礼拝室と呼ばれている拝廊南の礼拝室は、フランス共和国オード県カルカソンヌの聖ナザリウス・聖ケルスス大聖堂をモデルとしている。また、そのデザインはカルカソンヌ大聖堂のロマネスク様式の身廊がモデルとなっている。建築史研究家のアンドリュー・ドルカートが「ゴシック以前」と表現したこのデザインは、教会の礼拝室以外の区画が礼拝室よりも後に建てられたような印象を与えることを目的としている。礼拝室は4つのベイに分けられ、天井はグアスタビーノ・タイル張りの筒型ヴォールトで床と壁には石灰岩の仕上げが施されている。MLKウィングに隣接する南の壁には各ベイ毎に4つのアーチ型のステンドグラスの窓があり、MLKウィングへ通じる通路が出ている。ベイの間にはアーチ型の束ね柱が立っており、柱からは8つのランタンが吊り下げられている。
礼拝堂の東端には4階の高さに祭壇があり、その右側には演壇、左側には講壇がある。いくつかの彫刻が祭壇の後ろに納められている。浸礼のプールとレレドスは祭壇の後ろのアーチ型の開口部にあり、拝廊への通路は祭壇左側（北）にある。

### 鐘塔・カリヨン

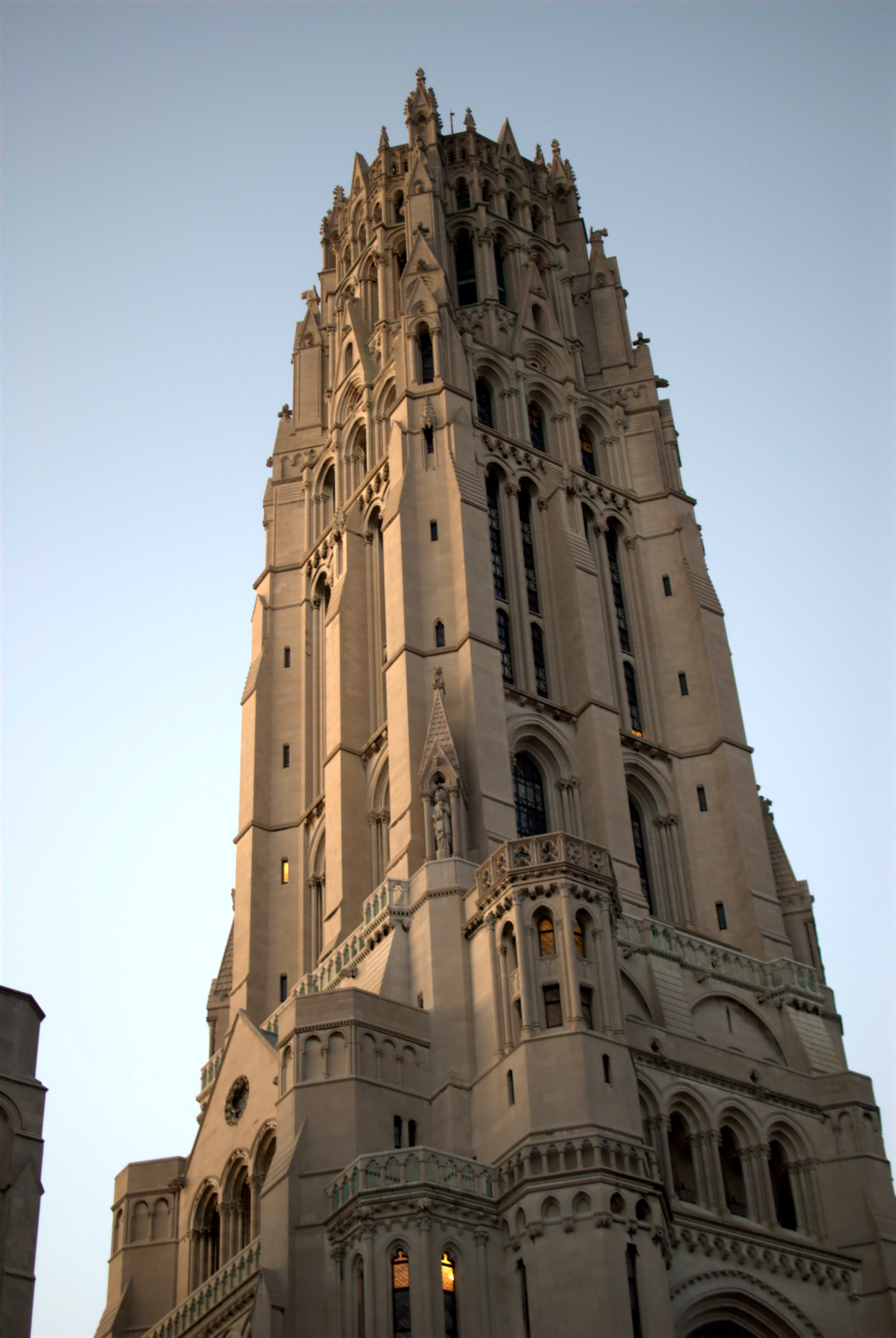
鐘塔を東から見上げる

高さ392フィート (119m) の鐘塔はジョン・ロックフェラー2世の母親であるローラ・スペルマン・ロックフェラーの名で呼ばれている。塔には80の教室と事務室を含む21の使用可能なフロアが存在し、10階までのエレベーターが2基、20階までのエレベーターが2基の計4基のエレベーターが設置されている。355フィート (108m) 地点におる20階まで上がるエレベーターは、1999年に世界中の教会にあるエレベーターの中で最も高い位置まで上がる物であると説明された。階段は2つあり、1つは塔の西側で8階まで、もう1つは東側でカリヨンまで通じている。バルコニーは8階の南隅と10階の北側を除く全方位に設置されている。
塔の1階西側に教会入口がある。入口アーチの上には彫像の納められた7つの壁龕があり、その上に大きなバラ窓がある。塔の上部には航空障害灯が取り付けられている。10階より上の層には、下の層から順に2、4、3、4、5つの窓が設置されており、最上部は円錐型の金属屋根となっている。また、角に小さな壁龕があり彫像が1体納められている。

#### 鐘塔
塔のほとんどの区画は、石膏の床、鋼のドアと窓枠、各天井から吊り下げられた鉄の照明器具で構成されている。なお、9階や10階などでは床が石、人造大理石、木材で作られドアも木製である。
塔には4階から10階に教会学校の教室、11階以上に役員や聖職者のオフィス、グループ活動のための部屋が置かれている。2階は身廊の下部のギャラリー席に、3階は上部のギャラリー席に接続している。4階から8階は教会の保育園、中学校、高校の学部が置かれており、9階には図書館、9階と10階に2階建ての学校のキッチン、学校のオフィス、倉庫が置かれている。11階から14階はもともと教会の小学校が置かれており、15階と16階はそれぞれ若者の会議室と社交室であったが、後に部屋割りを細分化しオフィススペースに転用してリースに出された。17階から20階には会議室があり、17階にはオフィスも置かれている。21階にはカリヨネア（カリヨン奏者）のスタジオがあり、22階は機械室となっている。

#### カリヨン
塔の23階には3段の鐘楼があり、建設時には世界で一番多かった74個のカリヨンが納められている。その後カリヨンの数は別の教会に抜かれたが、カリヨンの総重量は500,000ポンド (230,000kg) で未だ世界一となっている。カリヨンの鐘のうち53個は元々パーク・アベニューバプテスト教会で使用されていた物で、ギレット・アンド・ジョンストンによって製造された。リバーサイド教会建設時に19個が製造され、1955年に2個が新たに製造され58個がヴァン・ベルゲン製の新しい物に置き換えられた。その後2004年にはホワイトチャペル・ベル・ファウンドリー製の物に再び置き換えられた。
機械式動力室と制御室は鐘楼にあり、鍵盤はカリヨンの上部にある。カリヨンの重量のためリバーサイド教会建設にあたって使用された中で最も重い鉄骨梁が塔に用いられている。身廊に張り出した北側の正面は、重量が60ショートトン（54ロングトン、54トン）でトラス構造によって支えられている。塔の外側にはガーゴイルなどの特徴を備えた華やかなゴシック・リヴァイヴァル様式の装飾が施されており、カリヨン上部には公共の展望台もあった。この展望台は2001年9月11日のアメリカ同時多発テロ以降は安全性の観点から閉鎖されていたが、2020年1月より展望台へ向かうツアーが再開された。

### クロイスター
クロイスターは身廊南部から東のクレアモント・アベニューへ通じている。クロイスターは尖ったアーチにより4つのベイに分けられ、南壁にグリザイユの窓とコリント式の柱がある。南北両方の壁にステンドグラスの窓があり、北の窓は人工的に照らされている。また、クロイスター内は6つのランタンで照らされている。クロイスターの入口は2階建ての小さな構造で、クレアモント・アベニューに面したアーチの2つの木製扉と、その南にある短い車椅子スロープに面した木製扉の3つの扉がある。入口の東側のファサードの上部には、信仰、希望、慈善の図形が描かれた3つの壁龕があり、南東の角にはマアセヤの図形がある。また、クロイスターの通路に隣接してギフトショップがあり、鐘塔に通じる入口の上には建築家の彫刻が置かれている。

### マーティン・ルーサー・キング・ジュニアウィング

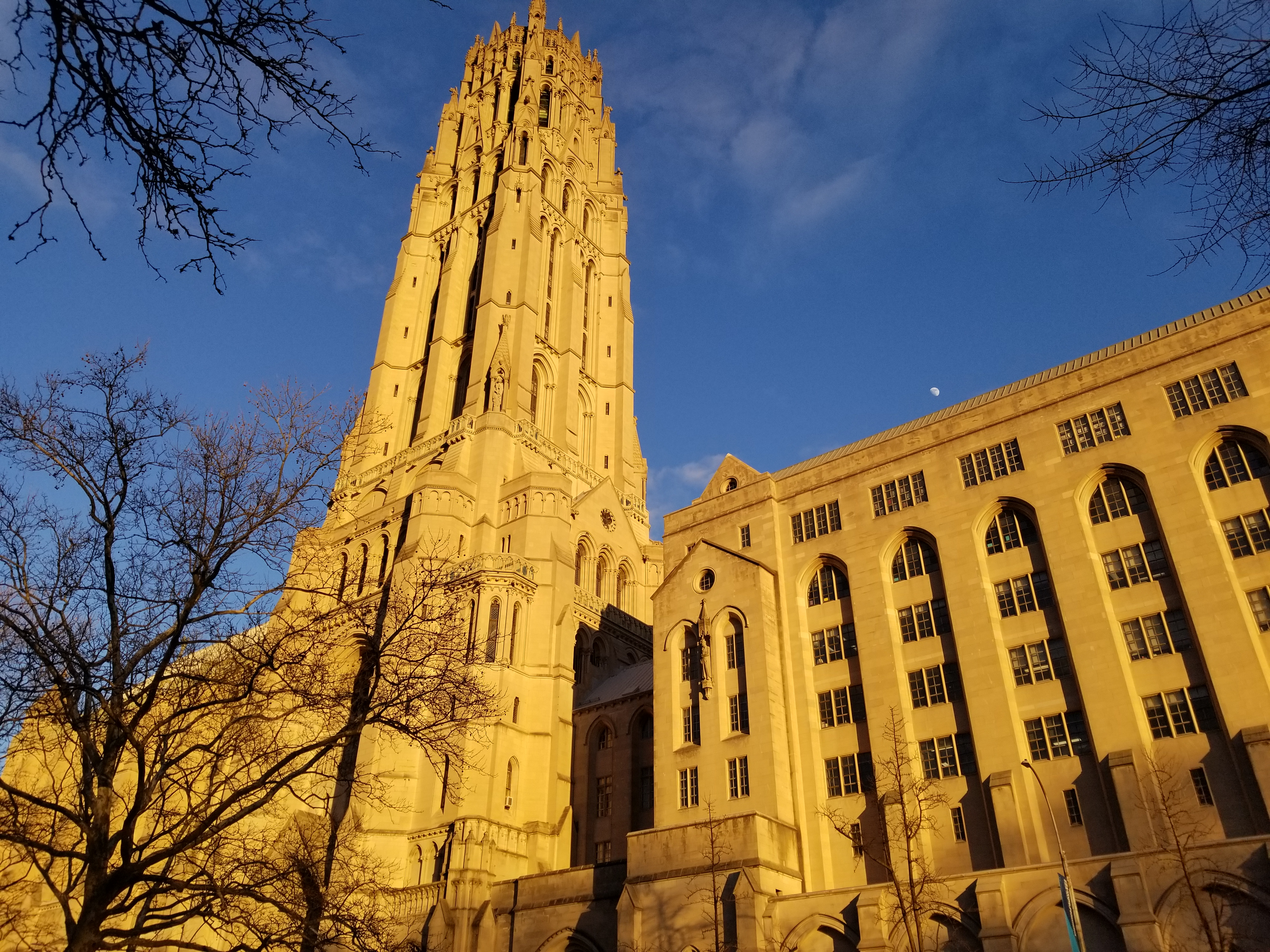
リバーサイド・ドライブから教会を見る。MLKウィングは塔の南、右側にある

マーティン・ルーサー・キング・ジュニアウィング（MLKウィング）は教会堂の南にある7階建ての別館で、区画南側境界に沿って120丁目に面している。MLKウィングは上空から見るとアルファベットのL字型をしており、長い方の辺がリバーサイド・ドライブに沿って南北に、短い方の辺が120丁目に沿って東西に伸びている。MLKウィングの北側は教会堂に、西側はストーン・ジムに通じており、ウィングとクロイスターの間の領域は東に金属製フェンスの立っている中庭になっている。MLKウィングの中には子供用の礼拝堂、学校用の部屋、ラジオ局のスタジオ、体育館や集会室などのコミュニティエリア、地下室には駐車場、屋上にはコミュニティエリアがある。
コレンス・ウィルス・アンド・ベックオーネットにより設計されヴァミリヤ・ブラウンにより建設されたウィングは、アレン・アンド・コリンズにより設計された教会堂の設計を簡略化したものであり「モダンゴシック様式」であると見做されている。ウィングは1985年に公民権運動家のマーティン・ルーサー・キング・ジュニアの名を冠するようになり、それまでは単に南ウィングと呼ばれていた。

#### ファサード
ファサードはインディアナ石灰岩により構成されており、土台は石とコンクリート、基礎には鉄骨が入れられている。正面入口は教会堂礼拝室南の扉を出た西側にあり、120丁目には地下への入口がある。西側ファサードの1階は控え壁によって分割された8つのベイがあり、ベイ毎に1つのランセット窓がある。また、中央6つのベイにはアーチが付けられており、両端の2つはアーチが無く中央のベイより前に突出している。2階より上はセットバックにより1階部分より後退している。2階から6階の窓は控え壁のアーチ内に取り付けられており、7階の窓は控え壁と同一平面上にある。また、両端の2つのベイは2階以上では階毎に2つの窓があり、中央のベイより僅かに突出している。
南側と東側のファサードは、西側のファサードと同じように設計されている。7階の窓は控え壁と同一平面上であり、それ以下の階の窓はアーチ型の凹みにある。南側は8つのベイがあり、西端と中央の2つのベイが前に突出しており、1階及び2階の窓は無い。また、南側の東端1階には地下駐車場への出入口がある。L字型の短い辺の東側には4つのベイがあり、長い辺の東側には6つのベイがある。

#### 内装
MLKウィングの1階北側には、尖ったアーチのアーケードで支えられた2階建ての格間天井と灰色の漆喰で作られた壁で構成された南ホールロビーがある。ロビーの南にはエレベーターホールとサウスホールと呼ばれる講堂がある。サウスホールの壁は石灰岩で構成されており、西側には9つのステンドグラスのランセット窓が、東側には中二階がある。サウスホールへは120丁目を挟んで隣接するインターチャーチ・センターから地下通路が通じている。
3階から7階には教会学校の教室があり、5階にはオフィスも置かれている。床の建材には廊下は人造大理石、5階のカーペット敷きの部屋を除く全部屋は弾性床材が用いられており、天井は廊下・部屋共に吊天井となっている。3階の南西の角と6階の南側には子供向けの礼拝室があり、屋上にはテラスと子供用の遊び場がある。

### ストーン・ジム

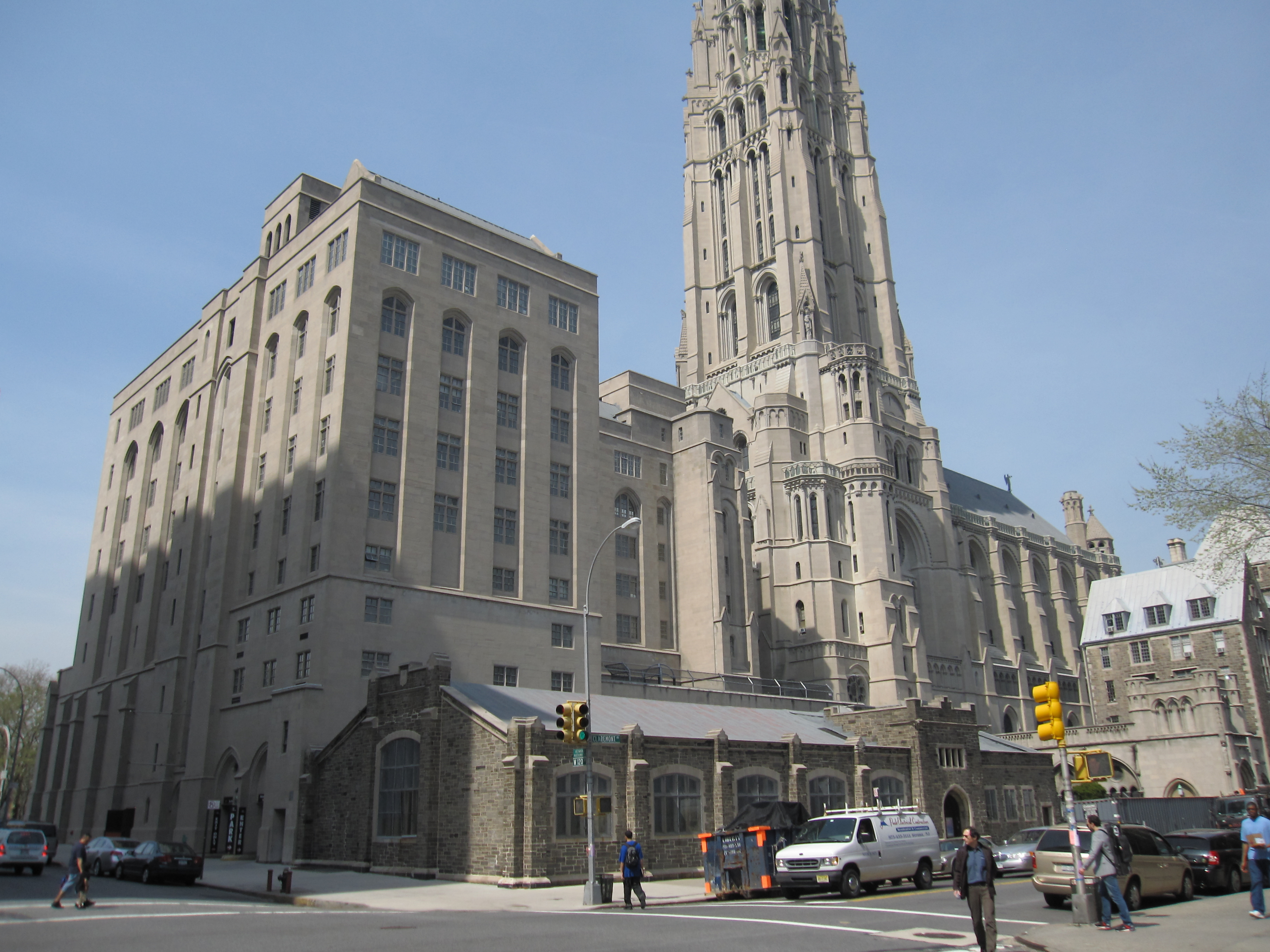
南東より教会を見る。中央の低層の建物がストーン・ジム、左手がMLKウィングで中央の鐘塔より右が教会堂となっている

ストーン・ジムはMLKウィングの東側、120丁目&クレアモント・アベニューに位置する1.5階建てのイングランド・ゴシック様式の建物である。ジムはルイ・E・ジャラードの設計により1912年に建設され、当初はユニオン神学校の施設として使用されていた。その後1957年にロックフェラーにより買収され、5年後に体育館とコミュニティ施設として再開業した。建物は石灰岩の装飾が施された片岩のファサードと金属製の寄棟屋根により構成されている。内部には合成床のバスケットコートがあり、北端にはオフィスとロッカーが置かれている。

### 地下室
リバーサイド教会の地下には250席の映画館やフルサイズのバスケットコートがある体育館などの近代的な設備が備えられている。地下廊下の北側に体育館が、南側に集会所があり両部屋の西側に沿って廊下が走っている。集会所は床・壁共に石造りで、東側の壁には6つのアーチ型のステンドグラスの窓、南側の壁には1つの長方形のステンドグラスの窓とハインリヒ・フェルディナント・ホフマン作の絵画の飾られたキャビネットがある。また、石のアーチで支えられた木製の天井があり、ランタンが天井から吊り下げられている。北には舞台があり、その東にキッチンがある。
当初は、地下室に4レーンのボウリング場も建設されていた。しかし後に撤去され、倉庫に改装された。また、MLKウィングの地下には150台が駐車可能な2階建ての駐車場がある。

## オルガン
リバーサイド教会には内陣とギャラリー席にそれぞれ1台ずつ、計2台のオルガンがある。内陣のオルガンは2017年現在、世界で14番目に大きいオルガンとなっている。内陣の最初のオルガンは1930年にホック・アンド・ヘイスティングスにより製作されたが、オルガンが平凡であると批判されていた。1948年にエオリアン-スキナーが内陣にオルガン演奏台を構築し、1953年から1954年に内陣のオルガンを置き換えた。またこの時に内陣の天井と身廊の正面は、内陣の音響特性を改善するためにシーラントが塗布された。1964年、エオリアン-スキナーの別のオルガンが身廊のギャラリー席東壁に設置され、その3年後の1967年にアンソニー・A・ブファノがギャラリー席オルガン用の3つの手動演奏台を設置した。M・P・モラーは1978年にギャラリー席に新しいオルガン、トロンペッタ・マーイェスターティスを設置した。1990年代には演奏台の配線変更、内陣のオルガンの清掃が行われ、天井は10層のシーラントで覆われた。
2019年現在のリバーサイド教会のオルガニスト兼音楽監督はクリストファー・ジョンソンである。過去のオルガニストにはヴァージル・フォックス (1946年 - 1965年)、フレデリック・スワン (1957年 - 1982年)、ジョン・ウォーカー (1979年 - 1992年)、ティモシー・スミス（1992年 - 2008年）が居る。

## 芸術・彫刻

### 絵画

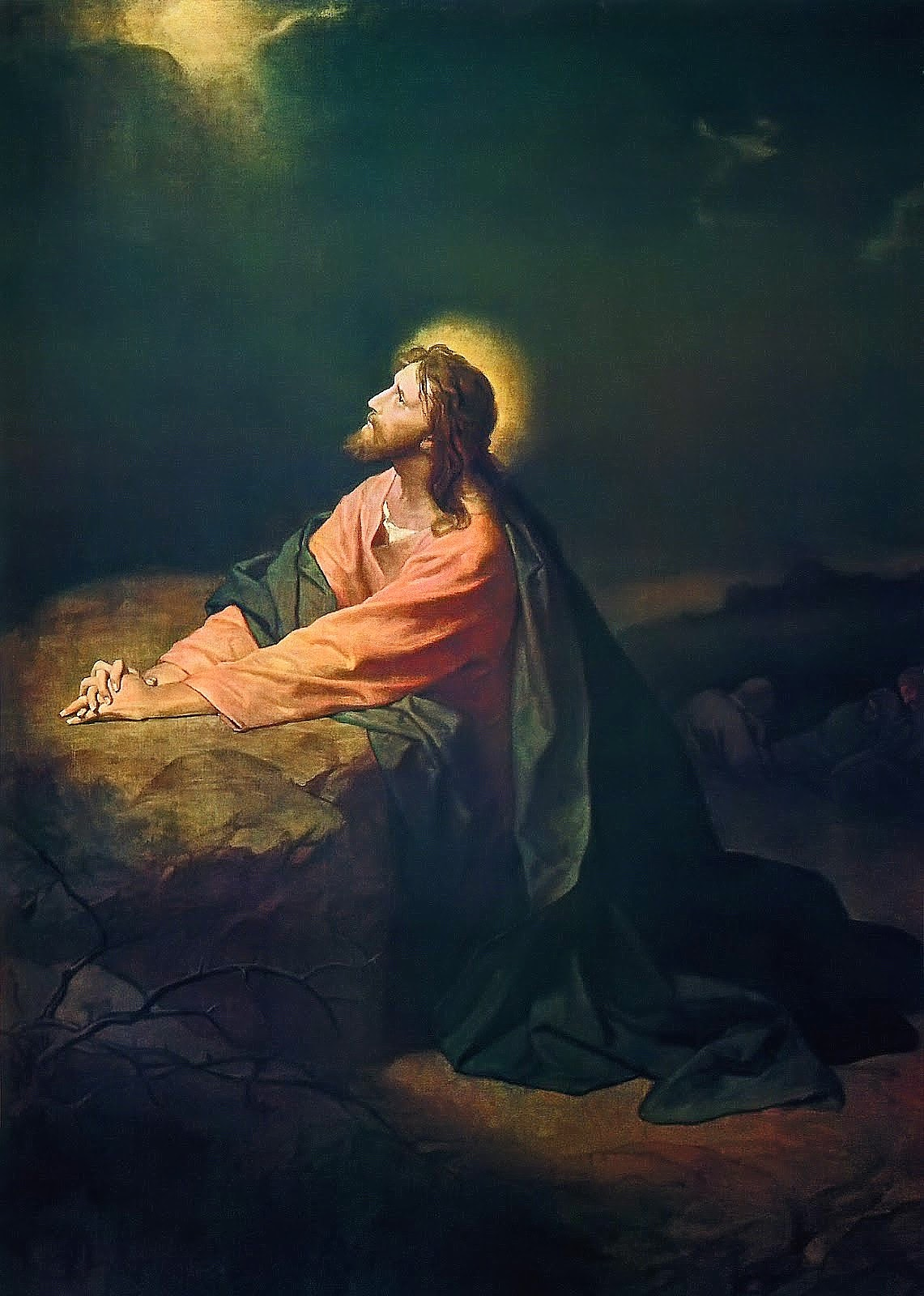
ハインリヒ・フェルディナント・ホフマン画『ゲツセマネのキリスト』

リバーサイド教会にはロックフェラー2世により購入され、1930年11月に教会へ寄贈されたハインリヒ・フェルディナント・ホフマン作の絵画が収蔵されている。『神殿のキリスト』(1871年) と『キリストと金持ちの若者』(1889年) の2点は教会地下の集会所にあるキャビネットに飾られており、『ゲツセマネのキリスト』(1890年) のコピーはゲツセマネ礼拝室に飾られている。

### ステンドグラス
リバーサイド教会教会堂には小さなグリザイユ窓を除き51枚のステンドグラスの窓がある。これらのステンドグラスはモザイク様式で製作された。この内34のステンドグラスが身廊にあり、そのほとんどに宗教的な図像が描かれている。一般に「濃い」色のステンドグラスは「明るい」側と見なされる西側に設置され、より落ち着いた色のステンドグラスは「暗い」側と見なされる東側に設置された。
身廊の高窓のステンドグラス製作にあたってはフランス共和国マルヌ県ランスのランス・ノートルダム大聖堂からジャック・サイモン、シャルトル大聖堂からチャールズ・ロリンの2人を雇った。ロリンは西側のステンドグラスを設計し、サイモンは東側のステンドグラスを設計した。彼らの設計したステンドグラスには一般的な宗教や政府などのテーマが描かれており、非キリスト教的な描写や世俗的な図像も取り入れられた。これらの窓はシャルトル大聖堂の物と非常に似ており、ランセット窓とバラ窓が配置されている。身廊の他の窓はマサチューセッツ州ボストンに拠点を置くレイノルズ・フランシス・アンド・ローンストックにより製作され、宗教的・非宗教的な138以上のシーンが描写されている。後陣の3つのステンドグラスとMLKウィングのサウスホールの9つのステンドグラスはハリー・ライト・グッドヒューにより製作された。

### モザイク
MLKウィングの4階と7階にはグレゴール・T・ゴーサルズ製作のモザイクが飾られている。4階のモザイクは旧約聖書、7階のモザイクは創作物を示している。

### 彫刻

#### エクステリア

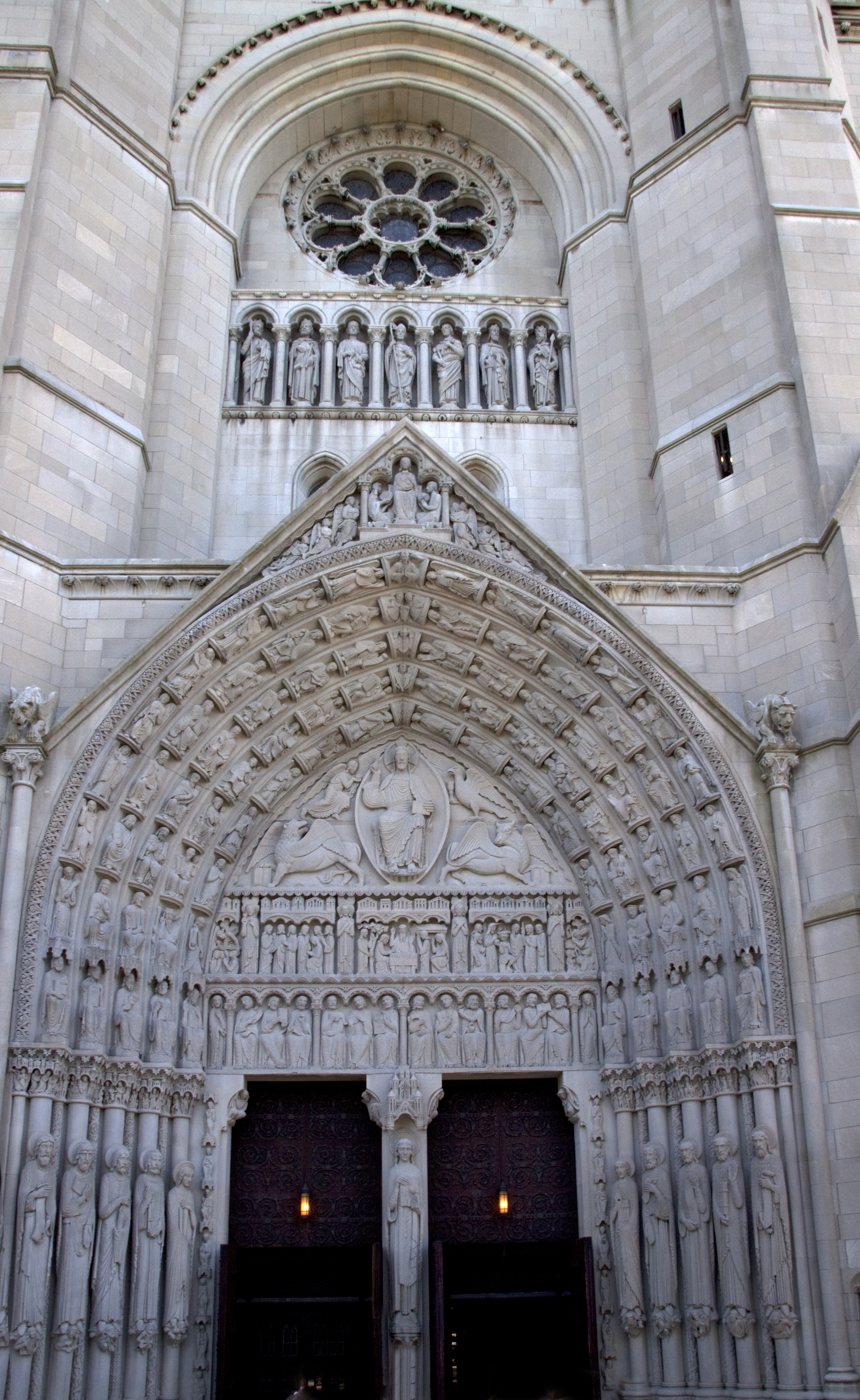
教会正面入口。下部には飾り迫縁とティンパヌム、側柱（扉両側）がある。上部にはバラ窓があり、その下部の壁龕には王政ローマ7王の彫像が納められている

最も顕著な彫刻のディティールはリバーサイド・ドライブ沿いのファサードにある。鐘塔の下にある正面玄関の上部には同心円状の5つの飾り迫縁があり、各セクションにイエス・キリストの信者と預言者の彫刻が嵌め込まれている。正面玄関の3番目のアーチにはラルフ・ワルド・エマーソン、イマヌエル・カント、ピタゴラスなどの哲学者が、2番目のアーチにはアルベルト・アインシュタイン、チャールズ・ダーウィン、ヒポクラテスなどの科学者が刻まれている。また、刻まれている数字は1年の12ヶ月を表している。飾り迫縁の下にある扉枠を囲む柱には上部及び下部に柱頭とガーゴイルがあり、中央に1人の人物が飾られている。扉の上のティンパヌムには座っているキリストが刻まれており、福音書記者のシンボルが並んでいる。
リバーサイド教会が竣工した際、彫刻として刻まれている人物が全員亡くなった偉人であったため、教会が建設された時にはまだ存命していたアインシュタインを含めることについての論争があった。チャーチ・マンスリー紙によると、建設中に教会の図像学を担当した委員会が20人の科学者をファサードに刻むことを提案していたが、アインシュタインはその中に含まれていなかった。しかし、後の議論においてアインシュタインは14人の「最も偉大な科学者」の1人であることは疑いの余地のないことであるため、委員会は満場一致でアインシュタインを含めることを決定した。
正面入口の南にある礼拝室への入口には、2組の柱により支えられた2つの飾り迫縁がある。1つの飾り迫縁には黄道帯、もう1つの飾り迫縁には精巧な装飾的な造形物が刻まれている。ティンパヌムにはお互いの鏡像である2人の天使と聖母マリアが刻まれている。
更に、ファサードの壁龕には多くの彫像が納められている。正面入口上部の壁龕には王政ローマ7王の彫像が納められている。また、鐘塔やクロイスター入口の壁龕にその他多くの彫像が納められている。鐘塔上部にはガーゴイルがあり、身廊の屋根の北側には復活の天使の像がある。
MLKウィングとクロイスターの間にある中庭には、MLKウィング竣工時に設置されたヤコブ・エプスタインの製作した彫刻『マドンナと子供』がある。

#### インテリア
教会の内部にある様々な彫刻の数々は、その彫刻の刻まれた部分の用途に対応している。例えば内陣の手摺に刻まれた20個の四葉の浮彫は、内陣の中で行われる「興味、強調、活動、式典、及び儀式」を表している。講壇の周りには10人の旧約聖書の預言者が刻まれている。身廊の上部ギャラリー席の南壁には多層式の壁龕があり多数の彫像が納められており、その中央に金色のキリストの像が置かれている。
彫刻の施されたカン石による7つのパネルで構成された内陣障壁が内陣の背面にある。障壁には作曲家のヨハン・ゼバスティアン・バッハや第16代アメリカ合衆国大統領のエイブラハム・リンカーン、芸術家のミケランジェロ・ブオナローティ、社会改革者のフローレンス・ナイチンゲール、作家のブッカー・T・ワシントンなど、数多くの影響力のある人物が刻まれている。また、パネルには左から順に医師、教師、預言者、人道主義者、宣教師、改革者、愛好家が刻まれている。
クロイスターと鐘塔とを結ぶ扉の上部には設計者のヘンリー・ペルトンとチャールズ・コリンズ、建設請負業者のロバート・アイドリッツの像がある。

彫刻の写真
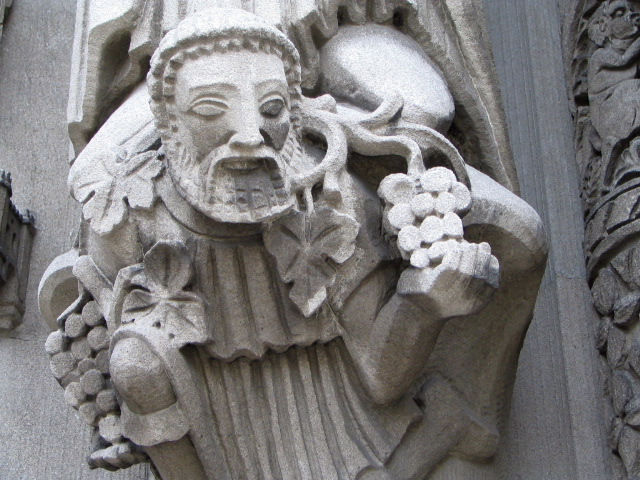
石彫りのディティール
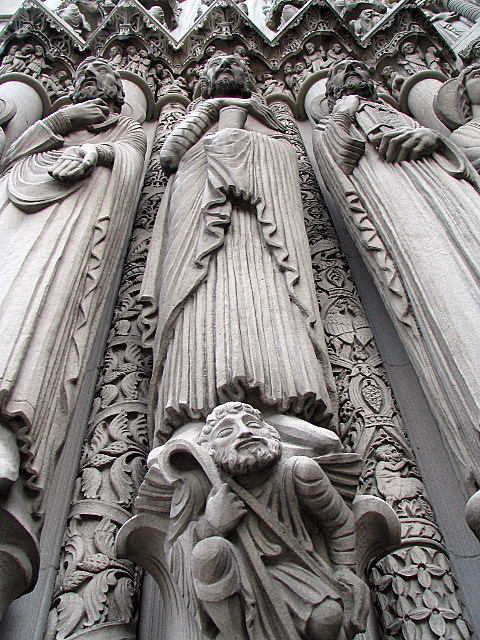
これと似たいくつかの像が教会を飾っている
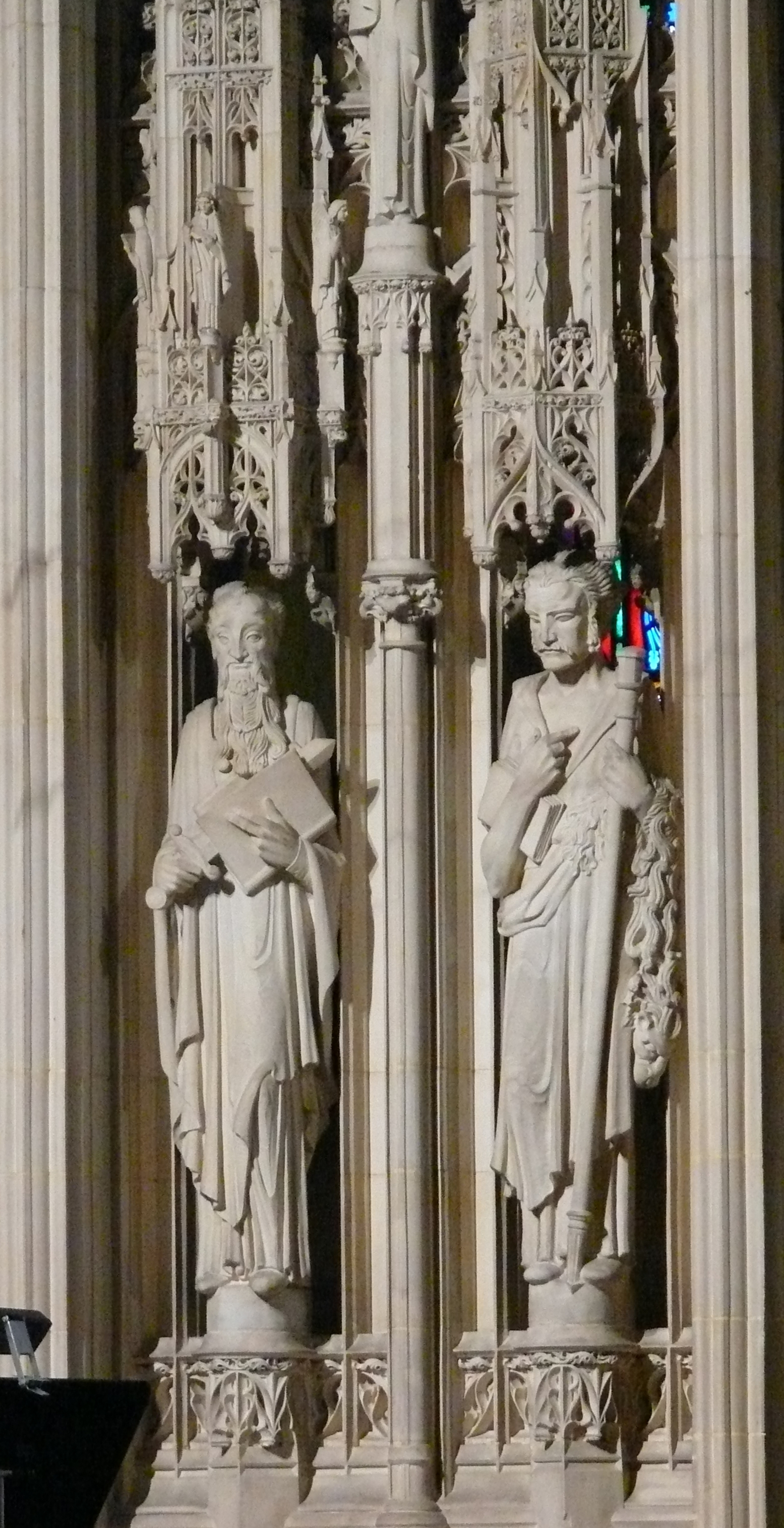
ギャラリーにある彫刻

## 社会サービス

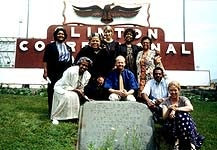
リバーサイド刑務所ボランティアの集合写真

リバーサイド教会は当初から、会議室と教室、保育園、幼稚園、図書館、講堂、ジムを備えた複雑な社会サービスセンターとして構想されていた。2008年にはニューヨーク・タイムズ紙より「75年間の歴史を通じての行動主義と政治的議論の拠点...国の宗教及び政治観に影響を与えた。」との評価を受けている。リバーサイド教会は教会学校以外にも、フードバンクや理髪店のトレーニング、衣料品の配布、シャワープロジェクト、機密のHIV検査・カウンセリングなど、様々な社会サービスを提供し続けている。2007年、ニューヨーク・タイムズ紙はリバーサイド教会が「アメリカにおいて主流であるプロテスタントにとってのバチカンであると頻繁に例えられている。」と報じた。

### 社会正義ミニストリー

#### 慈善事業・シェルター
リバーサイド教会には囚人関連のミニストリーが2つある。リバーサイド刑務所ミニストリーは、家族擁護プログラムとニューヨーク州矯正及びコミュニティ監督局と共に、囚人への礼拝サービスを提供している。教会ではワークショップや支援団体による相談会、イベントが開かれており、囚人とその家族への支援を行っている。リバーサイド帰宅ミニストリーは釈放された囚人への支援を行っている。刑務所ミニストリーは、1971年にキリスト教社会関係評議会が設置した刑務所改革及び社会復帰タスクフォースが前身となっている。
1985年に設立された帰宅ミニストリーは釈放された囚人のほか、ニューヨーク市のホームレス問題を扱っている。ホームレスの支援は社会福祉局の下位部門である衣服室と食糧貯蔵所が行っている。また、1984年から1994年までは一晩の間ホームレスを教会で保護していた。
リバーサイド教会は1980年代の非合法入国者保護運動に参加し、不法滞在の移民を保護・支援した。新非合法入国者保護運動連合の一環として、リバーサイド教会及び他の参加礼拝所のボランティアが、拘留された亡命希望者および仮釈放中の移住者収容者を支援している。2011年、リバーサイド教会はウォール街を占拠せよの抗議者らにテントを寄付し、デモ隊のズコッティ公園占拠終了後も保護を行った。

#### 社会的・文化的活動

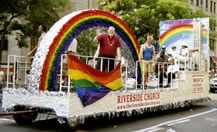
リバーサイド・プライドパレード

リバーサイド教会のLGBTミニストリーはマラナサと名付けられた。マラナサは同性愛者とレズビアンの教徒からの需要の高まりに応えて1978年に設立された。マラナサはいくつかのアクティビティ、ワークショップ、イベントを主催し、毎年ニューヨーク市プライドマーチで行進している。1980年代、ニューヨーク市でのHIV・エイズのエピデミックにLGBTコミュニティが否定的に関連していたため、マラナタに対して多少の反発が起こった。これらの出来事から、サポートフォーラムを主催する別個のHIV/エイズミニストリーの設立に繋がった。HIV/エイズミニストリーはテスト、カウンセリング、紹介プログラムを行い、他のいくつかのプログラムと協力している。
リバーサイド教会アフリカン交流ミニストリーは、アフリカ大陸が直面している問題についての教育フォーラムを主催し、アフリカン・ディアスポラを代表している。共有基金とデンスフォード基金はネイティブ・アメリカンへの募金を行っている。リバーサイド教会の他のミニストリーは南アフリカ人とラテン系アメリカ人への支援を行っている。

#### その他の活動
リバーサイド教会には他にも社会正義ミニストリーがある。最愛の地球ミニストリーは地球温暖化への対応活動を行っている。ウェルボティクスミニストリーは、がん患者の家族を支援している。ほかにいくつかの平和主義のタスクフォースがある。死刑罰タスクフォースは、米国における死刑に反対している。「暴力を克服する」タスクフォースは、ニューヨーク市警察との対話を促進することに専念している。リバーサイド教会はまた、拷問に対する全国宗教運動にも参加している。

### 旧プログラム
リバーサイド教会のMLKウィングが1959年に完成した時、教会が計画したラジオ局のためのスペースが確保されていた。連邦通信委員会は1960年に教会にFM放送ライセンスを付与し、翌年リバーサイド教会はラジオ局WRVR (106.7FM) の運用を開始した。WRVRはリバーサイド教会の鐘塔から放送された後、1971年にエンパイア・ステート・ビルディングに移転され放送信号の範囲を拡大した。もともと非営利の放送局であったWRVRは説教を放送し、ニューヨーク市の文化機関および高等教育機関からの番組も放送していた。しかし、WRVRは毎年リバーサイド教会に純損失を与え、1971年に「限定的な商業運営」に変更されたがこれも収益率が悪かった。リバーサイド教会は1975年にラジオ局を売却することを決定し、翌年に売却が完了した。
1976年11月から、リバーサイド教会はリバーサイド・ダンスフェスティバルを主催した。このプログラムでは通常は60を超えるダンス会社からの34週間のプログラムを提供していたが、90万ドルの資金不足のため1987年6月に終了した。

## 歴代牧師

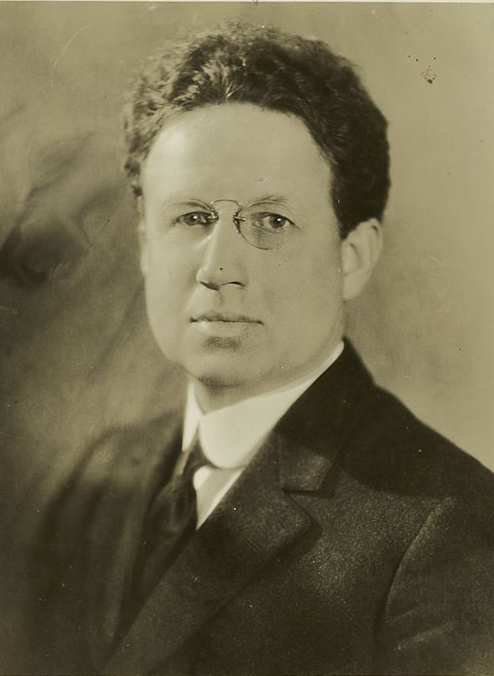
ハリー・エマーソン・フォスディック

リバーサイド教会における歴代牧師は以下の通りである。
- ハリー・エマーソン・フォスディック（英語版） (1925年 – 1945年[23][75])
- ロバート・ジェームズ・マクラッケン (1946年 – 1967年[77][214])
- アーネスト・T・キャンベル (1968年 – 1976年[92][96])
- ウィリアム・スローン・コフィン（英語版） (1977年 – 1987年[98][102])
- ジェームズ・A・フォーブス（英語版） (1989年 – 2007年[105][114])
- ブラッド・R・ブラクストン (2008年 – 2009年[117][118])
- エイミー・K・バトラー (2014年 – 2019年[215][216])

## 著名な演説者
1967年4月4日、マーティン・ルーサー・キング・ジュニアがリバーサイド教会で「Beyond Vietnam: A Time to Break Silence」という演説を行いベトナム戦争への反対を表明した。ジェシー・ジャクソン牧師は、1972年にジャッキー・ロビンソンの葬儀で追悼式を行った。反アパルトヘイト運動家で後に南アフリカ大統領となるネルソン・マンデラは、釈放後の1991年にリバーサイド教会で演説を行った。2001年9月11日のアメリカ同時多発テロの後に国際連合事務総長のコフィー・アナンがリバーサイド教会で演説し、10月20日には日本の阿含宗管長桐山靖雄が護摩法要を行い講演（『ニューヨークタイムズ』20日）、ビル・クリントン前アメリカ合衆国大統領が感謝状を寄せた。2004年、ビル・クリントン前アメリカ合衆国大統領が演説を行った。また、付近のユニオン神学校で教鞭を執っていたパウル・ティリッヒやラインホルド・ニーバーなどの神学者もリバーサイド教会で演説を行った。他の演説者には公民権運動家のセサール・チャベスや人権活動家のデズモンド・ムピロ・ツツ、キューバ大統領フィデル・カストロ、ダライ・ラマ14世、ヨルダン国王アブドゥッラー2世などが居る。